# Història d'Anatòlia
La història d'Anatòlia (sovint referida a les fonts històriques com a Àsia Menor) es pot subdividir aproximadament en: Prehistòria d'Anatòlia (fins a finals del 3r mil·lenni aC), Anatòlia antiga (incloent períodes Hattis, Hitites i post-hitites), Anatòlia clàssica (incloent períodes aquemènida, hel·lenístic i romà), Anatòlia romana d'Orient (posteriorment superposada, des del segle XI, amb la gradual conquesta de l'Imperi Seljúcida i de l'Otomana), Anatòlia Otomana (segles XIV-XX) i l'Anatòlia Moderna, des de la creació de la República de Turquia.

## Prehistòria

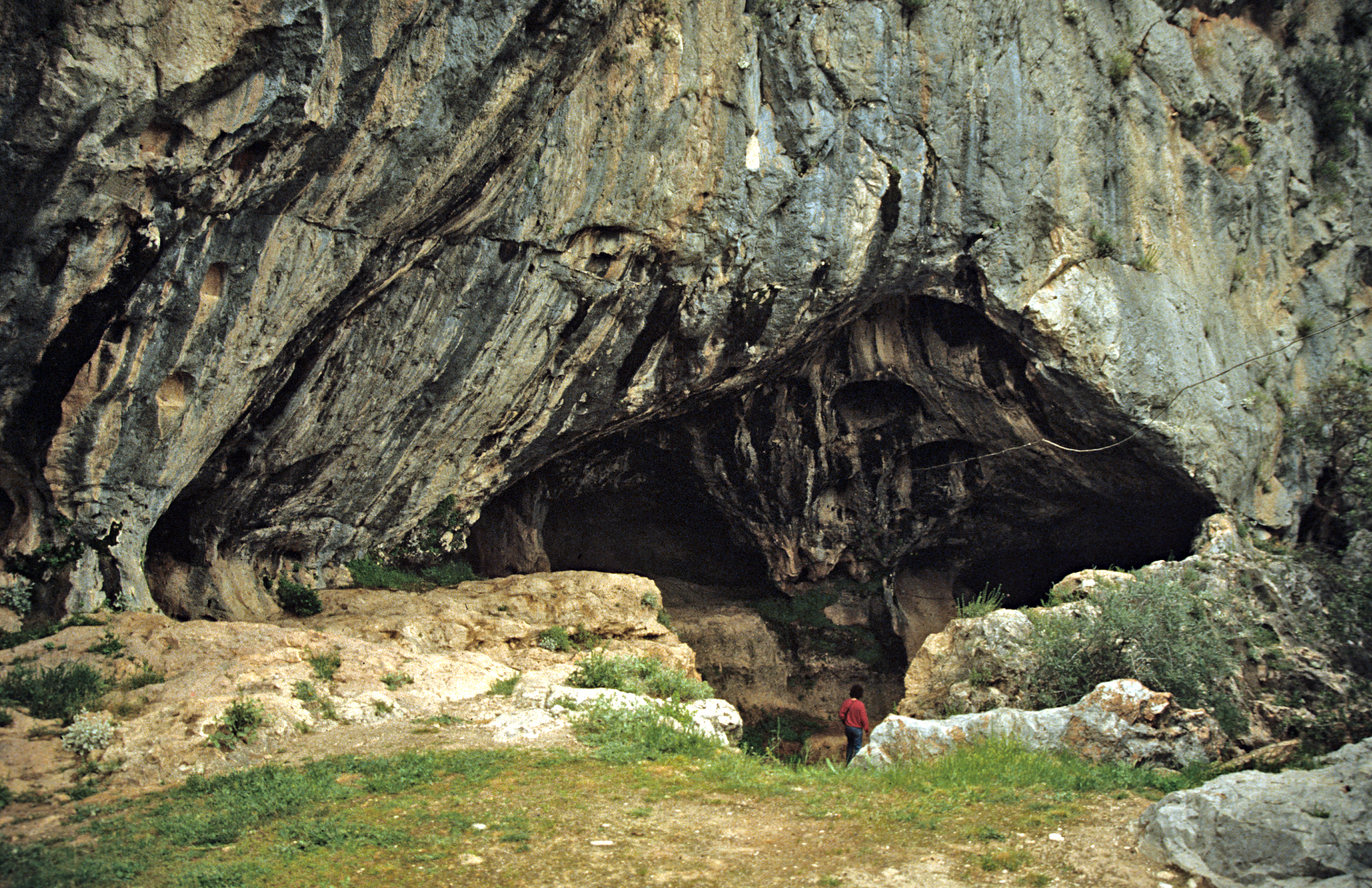
La cova de Karain és un jaciment arqueològic paleolític situat al poble de Yağca a 27 km al nord-oest de la ciutat d'Antalya a la regió mediterrània de Turquia

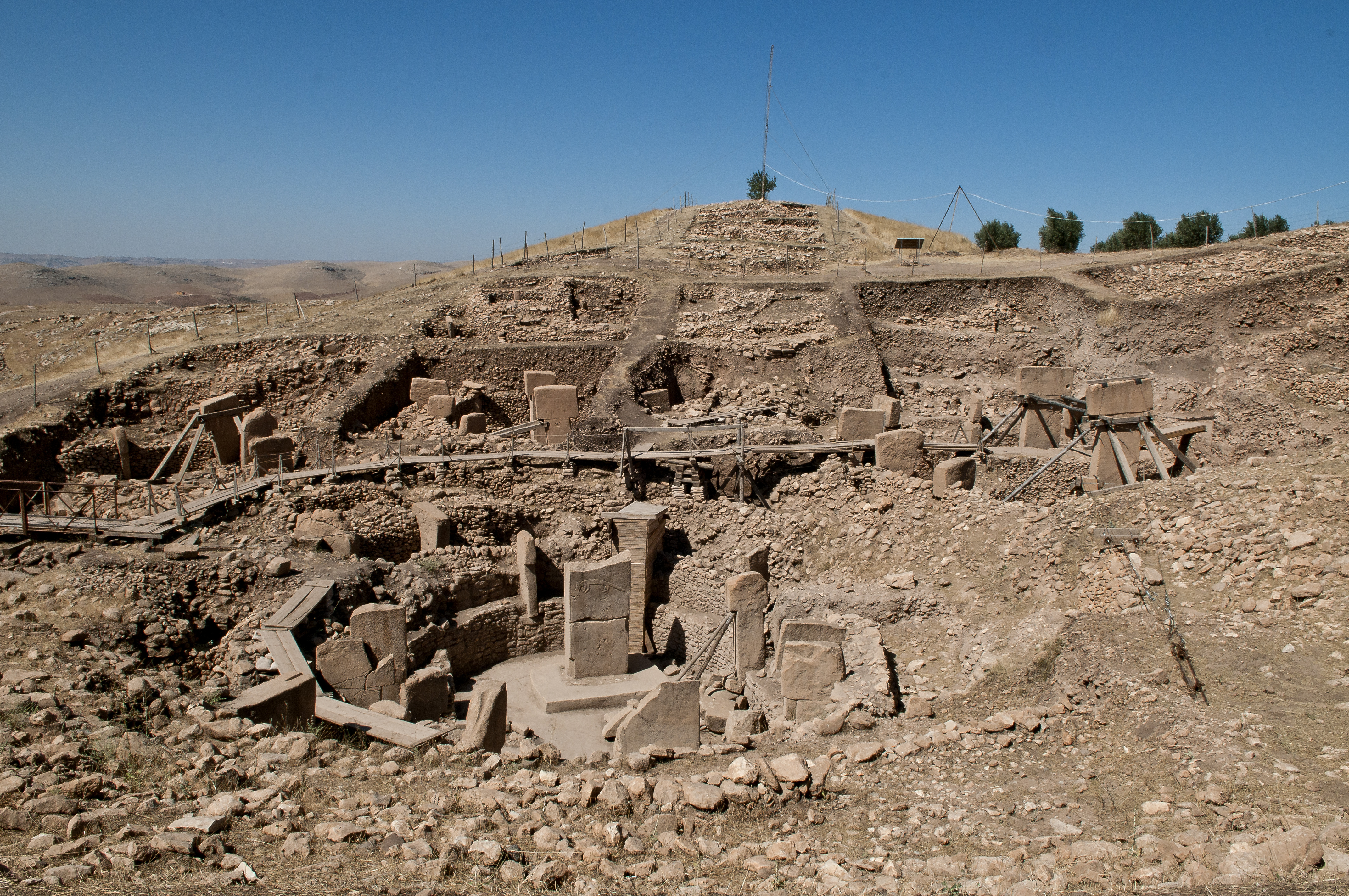
Göbekli Tepe, Şanlıurfa.

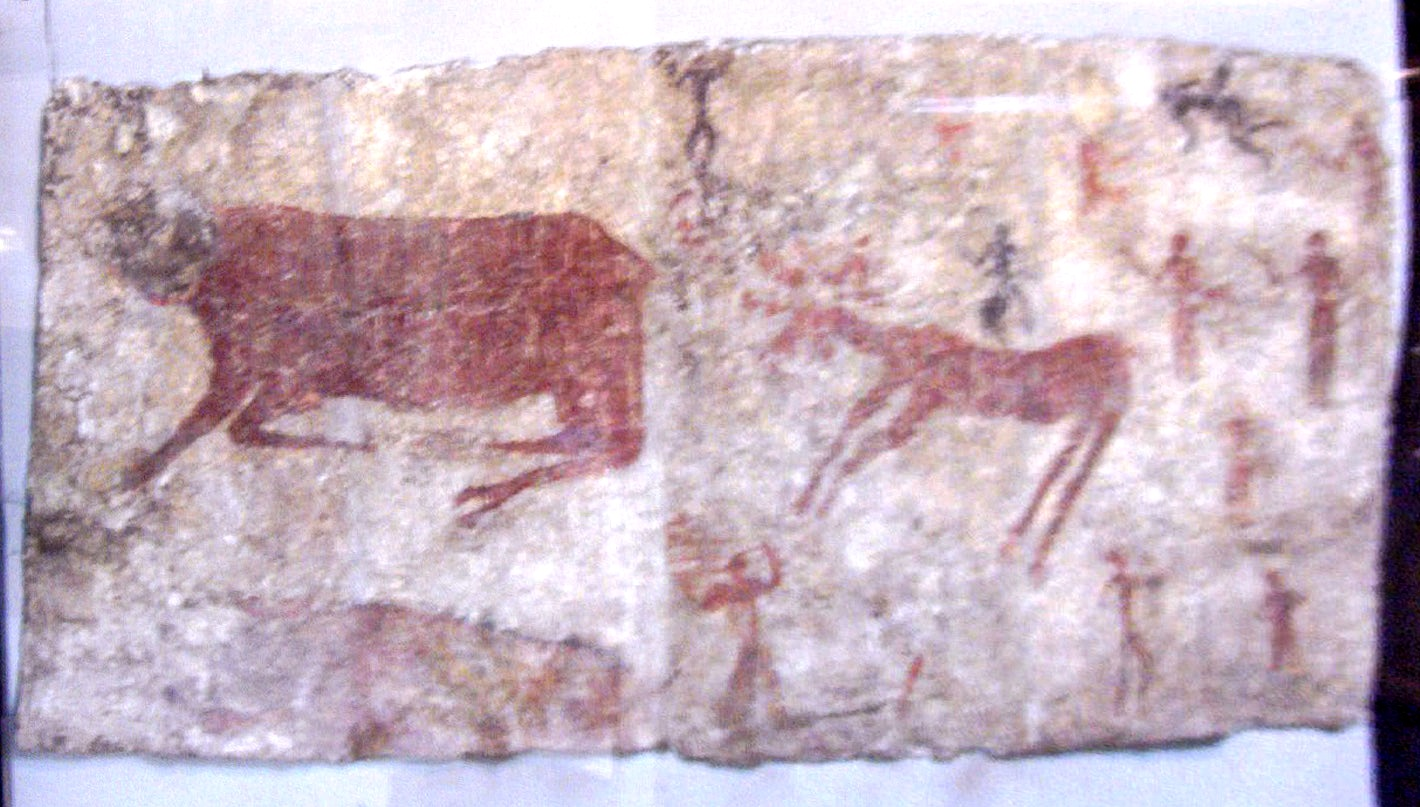
Pintura mural d'un toro, cérvol i home de Çatalhöyük; VI mil·lenni aC; reconstrucció en les seves posicions originals dels caps de bou i la figura humana en relleu; Museu de les Civilitzacions Anatòlies, Ankara.

La Prehistòria d'Anatòlia abasta tot el període prehistòric, des dels primers registres arqueològics de la presència humana a Anatòlia, fins a l'arribada de l'era històrica, marcada per l'aparició de l'alfabetització i les fonts històriques relacionades amb el territori d'Anatòlia ( 2000 aC). L'any 2014 es va trobar una eina de pedra al riu Gediz que es va datar amb certesa fa 1,2 milions d'anys. Les petjades de l'homo sapiens de fa 27.000 anys Kula i la cova de Karain són mostres de l'existència humana a Anatòlia, en aquest període. A causa de la seva ubicació estratègica a la intersecció d'Àsia i Europa, Anatòlia ha estat el centre de diverses civilitzacions des de la prehistòria. Els assentaments Neolítics inclouen Çatalhöyük, Çayönü, Nevalı Çori, Hacılar, Göbekli Tepe i Mersin.

## Antiga Anatòlia

### Edat de bronze primerenca
La metal·lúrgia del bronze es va estendre a Anatòlia des de la cultura Kura-Araxes transcaucàsica a finals del IV mil·lenni aC, marcant l'inici de l'Edat del Bronze a la regió. Anatòlia va romandre en el període prehistòric fins que va entrar a l'esfera d'influència de l'Imperi acadi al segle 24 aC sota Sargó I. El nom més antic registrat per a qualsevol regió d'Anatòlia està relacionat amb les seves àrees centrals, conegudes com la "Terra de hatites". Aquella designació que es va utilitzar inicialment per a la terra dels antics hatites, però més tard es va convertir en el nom més comú per a tot el territori sota el domini dels antics hitites. L'interès d'Akkad a la regió, pel que se sap, era per exportar diversos materials per a la fabricació. Tot i que Anatòlia estava ben dotada de minerals de coure, encara no hi ha cap rastre del treball substancial de l'estany necessari per fer bronze a l'Anatòlia de l'edat del bronze. Accad va patir canvis climàtics problemàtics a Mesopotàmia, així com una reducció de la mà d'obra disponible que va afectar el comerç. Això va provocar la caiguda dels Acadis cap al 2150 aC en mans dels Gutis.

### Edat del bronze mitjà
L'Antic Imperi assiri va reclamar els recursos per si mateix després que els Gutis fossin vençuts, sobretot la plata. Un dels nombrosos registres cuneiformes assiris trobats a Anatòlia a Kanesh utilitza un sistema avançat de càlculs comercials i línies de crèdit.
L'Imperi Antic hitita emergeix cap al final de l'Edat del Bronze Mitjana, conquerint Hattusa sota Hattusili I (segle XVII aC).
L'Edat del Bronze Mitjana d'Anatòlia va influir en la cultura de la minoica a Creta com ho demostra la recuperació arqueològica a Cnossos.

### Edat del bronze final

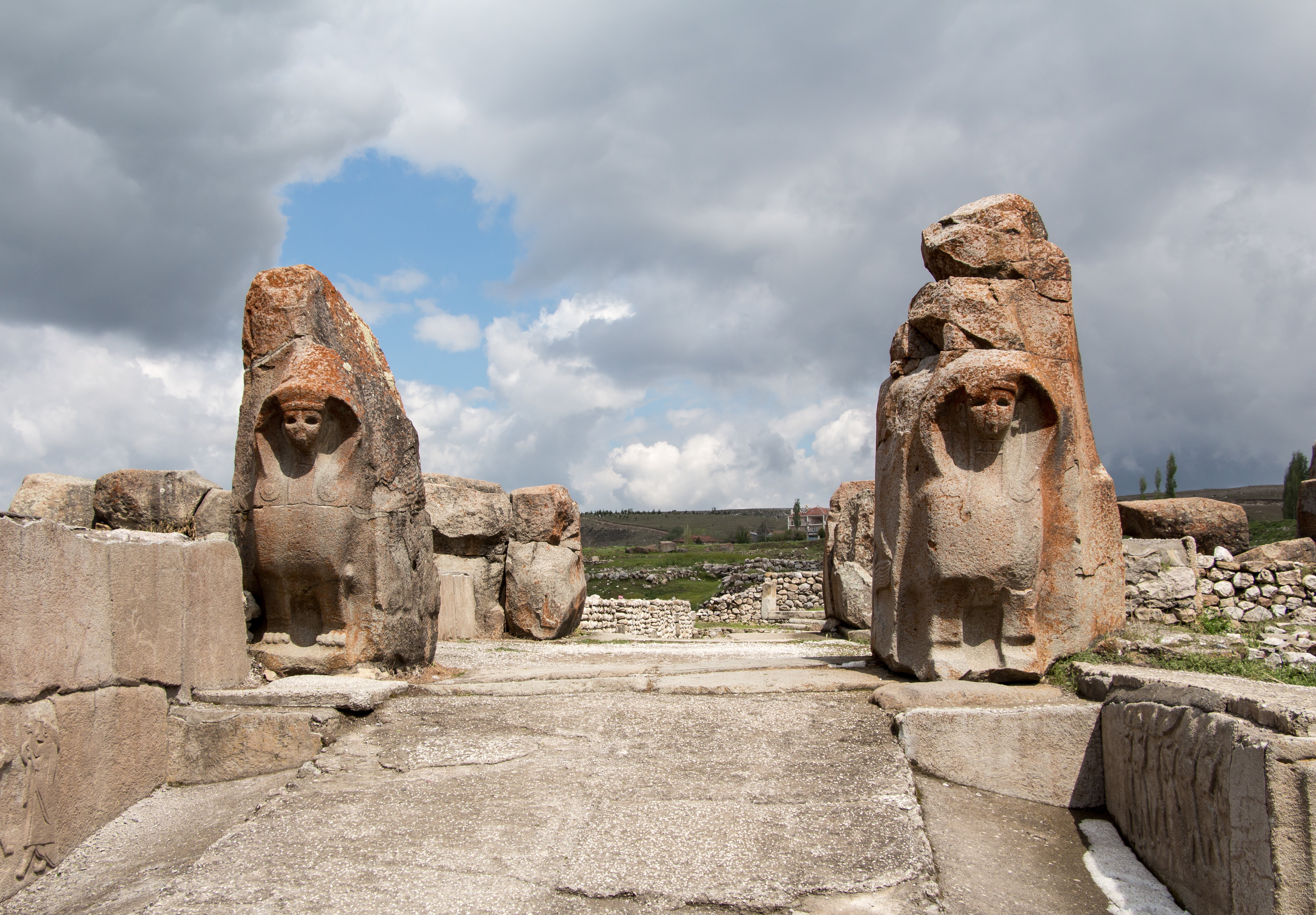
La Porta de l'Esfinx (Alaca Höyük, Turquia)

L'Imperi hitita va estar en el seu apogeu al segle XIV aC, abastant l'Anatòlia central, el nord-oest de Síria fins a Ugarit i l'alta Mesopotàmia. Kizzuwatna al sud d'Anatòlia controlava la regió que separava l'Hatti de Síria, afectant així molt les rutes comercials. La pau es va mantenir d'acord amb ambdós imperis mitjançant tractats que establien límits de control. No va ser fins al regnat del rei hitita Šuppiluliuma II que Kizzuwatna es va fer càrrec del tot, i els hitites encara van conservar els seus èxits culturals a Kummanni (ara Şar, Turquia) i Lazawantiya, al nord de Cilícia.
Després de la dècada de 1180 aC, enmig de l'agitació general al Llevant associada amb l'arribada sobtada dels pobles del mar, l'imperi es va desintegrar en diverses ciutats-estat independents "neohitites", algunes de les quals que va sobreviure fins al segle VIII aC. La història de la civilització hitita es coneix principalment pels textos cuneiformes trobats a l'àrea del seu imperi, i per correspondència diplomàtica i comercial trobada en diversos arxius d'Egipte i Orient Mitjà.

### Edat del ferro

Frígia a l'altura del seu poder i Assíria, segles IX-VII aC.

Començant amb l'esfondrament de l'Edat del Bronze al final del II mil·lenni aC, la costa oest d'Anatòlia va ser poblada pels grecs jònics, usurpant els relacionats però anteriors grecs micènics. Durant diversos segles, nombroses ciutats-estat de l'antiga Grècia es van establir a les costes d'Anatòlia. Els grecs van començar la filosofia occidental a la costa occidental d'Anatòlia (filosofia presocràtica).

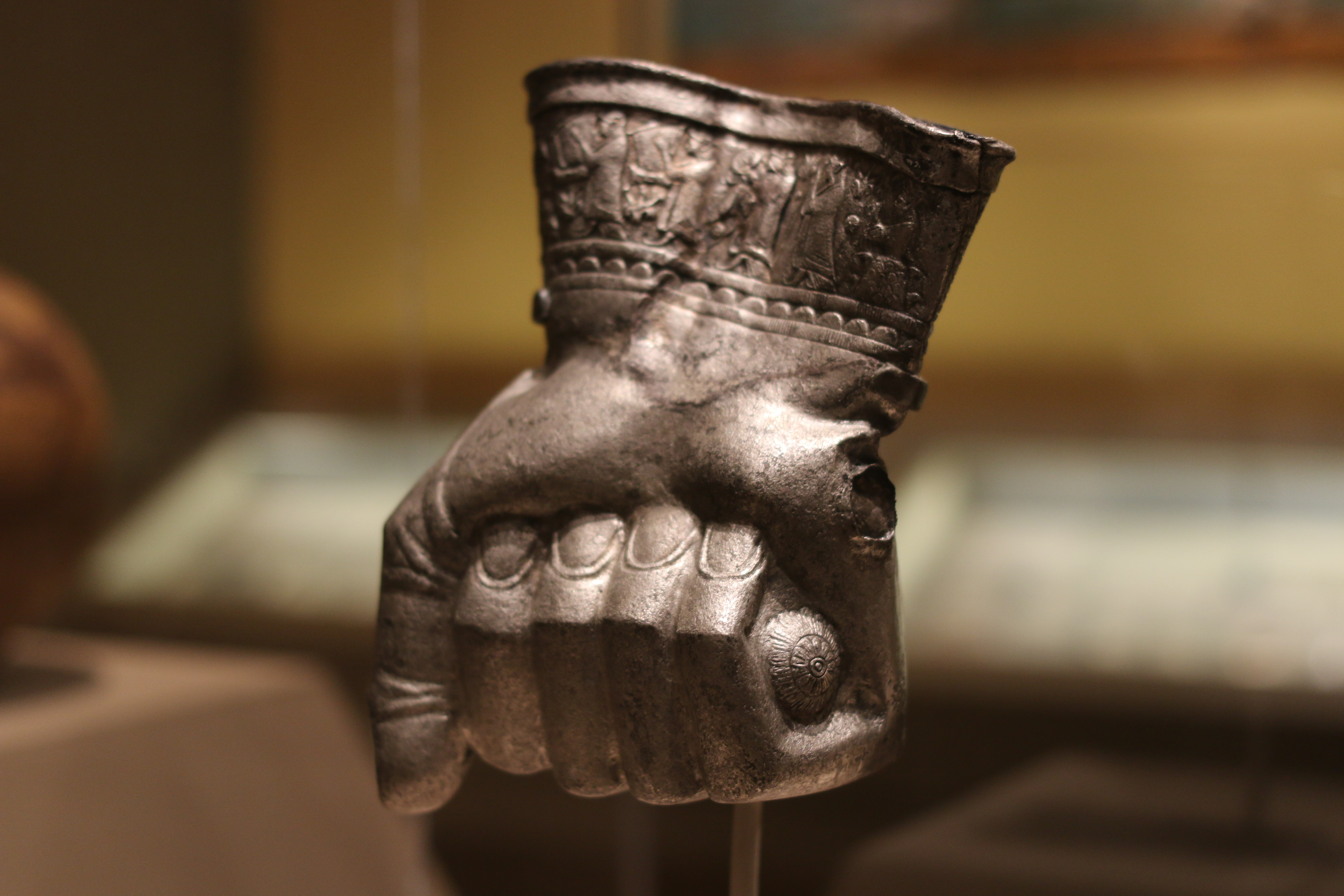
Copa hitita en forma de puny; 1400–1380 aC.

El Regne de Frígia va néixer essencialment després de la fragmentació de l'Imperi Hitita durant el segle XII aC, i va existir independentment fins al segle VII aC. Possiblement de la regió de Tràcia, els frigis finalment van establir la seva capital de Gordium (ara a Yassıhüyük, Polatlı). Conegut com Mushki pels assiris, el poble frigi no tenia control central en el seu estil de govern, i no obstant això va establir una extensa xarxa de carreteres. També es van aferrar amb força a moltes de les facetes de la cultura hitites i les van adaptar al llarg del temps.
Envoltat de mites i llegendes promulgats pels antics escriptors grecs i romans hi ha el rei Mides, l'últim rei del Regne Frígia. La mitologia de Mides gira al voltant de la seva habilitat per convertir objectes en or amb el simple tacte, tal com va concedir Dionís, i la seva desafortunada trobada amb Apol·lo de la qual les seves orelles es converteixen en les orelles d'un ruc. El registre històric de Midas mostra que va viure aproximadament entre 740 i 696 aC, i va representar a Frígia com un gran rei. La majoria dels historiadors ara el consideren com el rei Mita dels Mushkis com s'apunta als relats d'assiris. Els assiris pensaven en Mita com un enemic perillós, perquè Sargó II, el seu governant en aquell moment, estava molt content de negociar un tractat de pau l'any 709 aC. Aquest tractat no va tenir cap efecte sobre l'avanç dels cimmeris, que van arribar a Frígia i van provocar la caiguda i el suïcidi del rei Mides l'any 696 aC.

### Meònia i el regne de Lídia

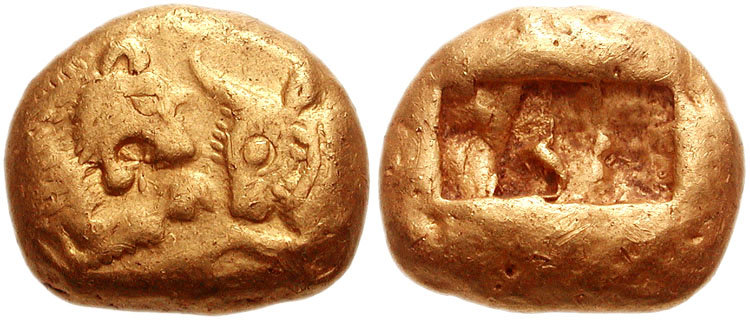
Croeseida de plata, encunyada pel rei Creso, cap al 560–546 aC a Lídia. Les Croeseids d'or i plata van formar el primer sistema monetari bimetàl·lic c. 550 aC.

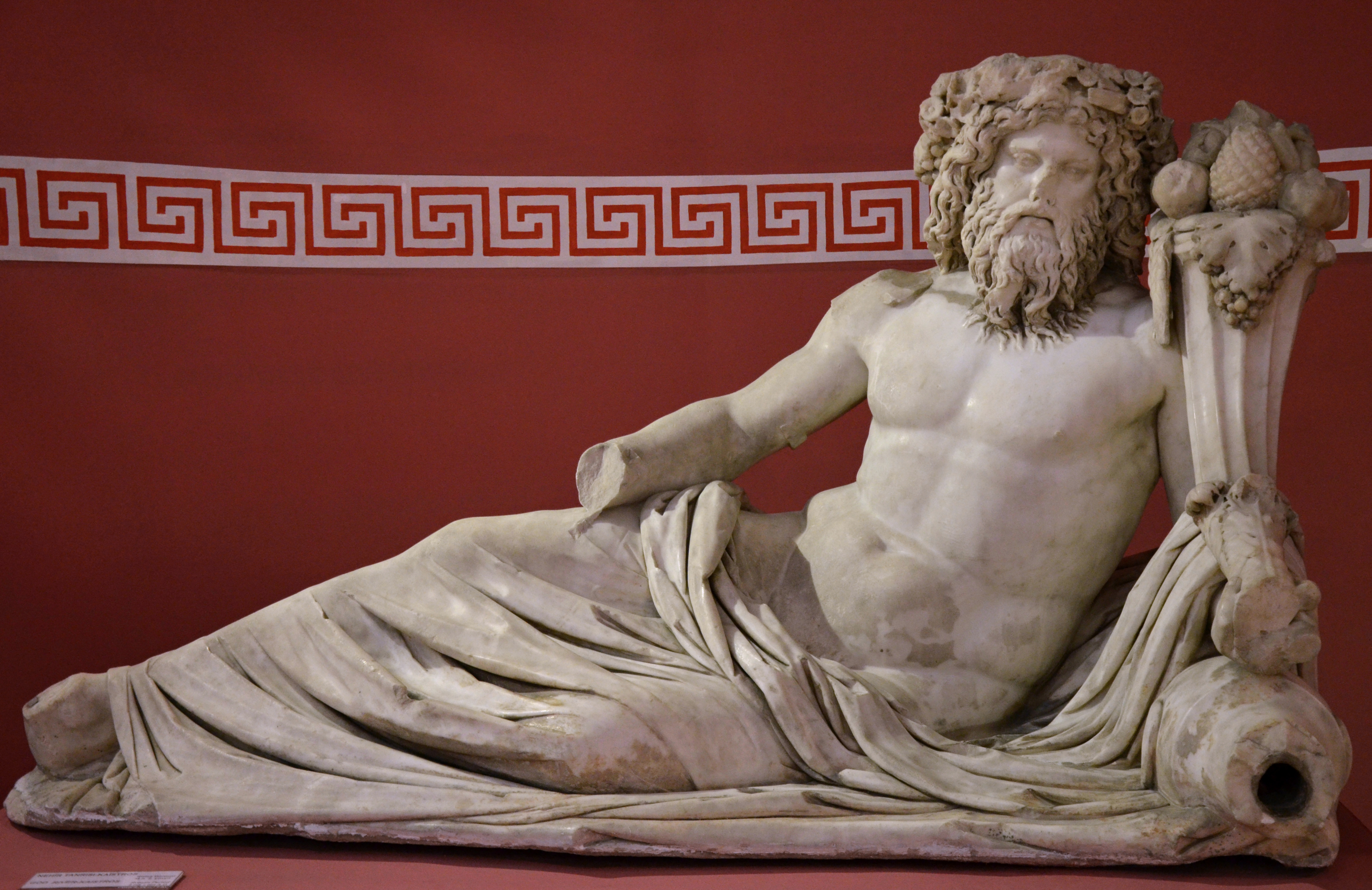
L'estàtua del déu del riu Kaystros amb una cornucòpia al Museu d'Història i Art d'Esmirna al Kültürpark, Esmirna, històricament coneguda com a Esmirna

Lídia, o Meònia com es deia abans del 687 aC, va ser una part important de la història de l'Anatòlia occidental, començant amb la dinastia Atyad, que va aparèixer per primera vegada cap al 1300 aC. La dinastia següent, els Heràclides, va aconseguir governar successivament des del 1185 fins al 687 aC malgrat la presència creixent de les influències Grècia al llarg de la costa mediterrània. A mesura que es van aixecar ciutats gregues com Esmirna, Colofó i Efes, els Heràclides es van fer més i més febles. L'últim rei, Candaules, va ser assassinat pel seu amic i portallances anomenat Giges, i ell es va fer càrrec del govern. Giges va fer la guerra contra els intrusos grecs, i aviat es va enfrontar a un greu problema quan els cimmeris van començar a saquejar ciutats perifèriques dins del regne. Va ser aquesta onada d'atacs la que va portar a la incorporació de l'antiga Frígia independent i la seva capital Gordium al domini lidi. Va ser fins a les successives regles de Sadiates i Aliates, que van acabar l'any 560 aC, que els atacs dels Cimmeris van acabar definitivament. Sota el regnat de l'últim rei lidi Croesus, Pèrsia va ser envaïda primer a la batalla de Ptèria i va acabar sense vencedor. Progressant més a fons a Pèrsia, Croesus va ser derrotat a fons a la batalla de Timbrea en mans del persa Cir II l'any 546 aC.

## Anatòlia clàssica

### Imperi aquemènida

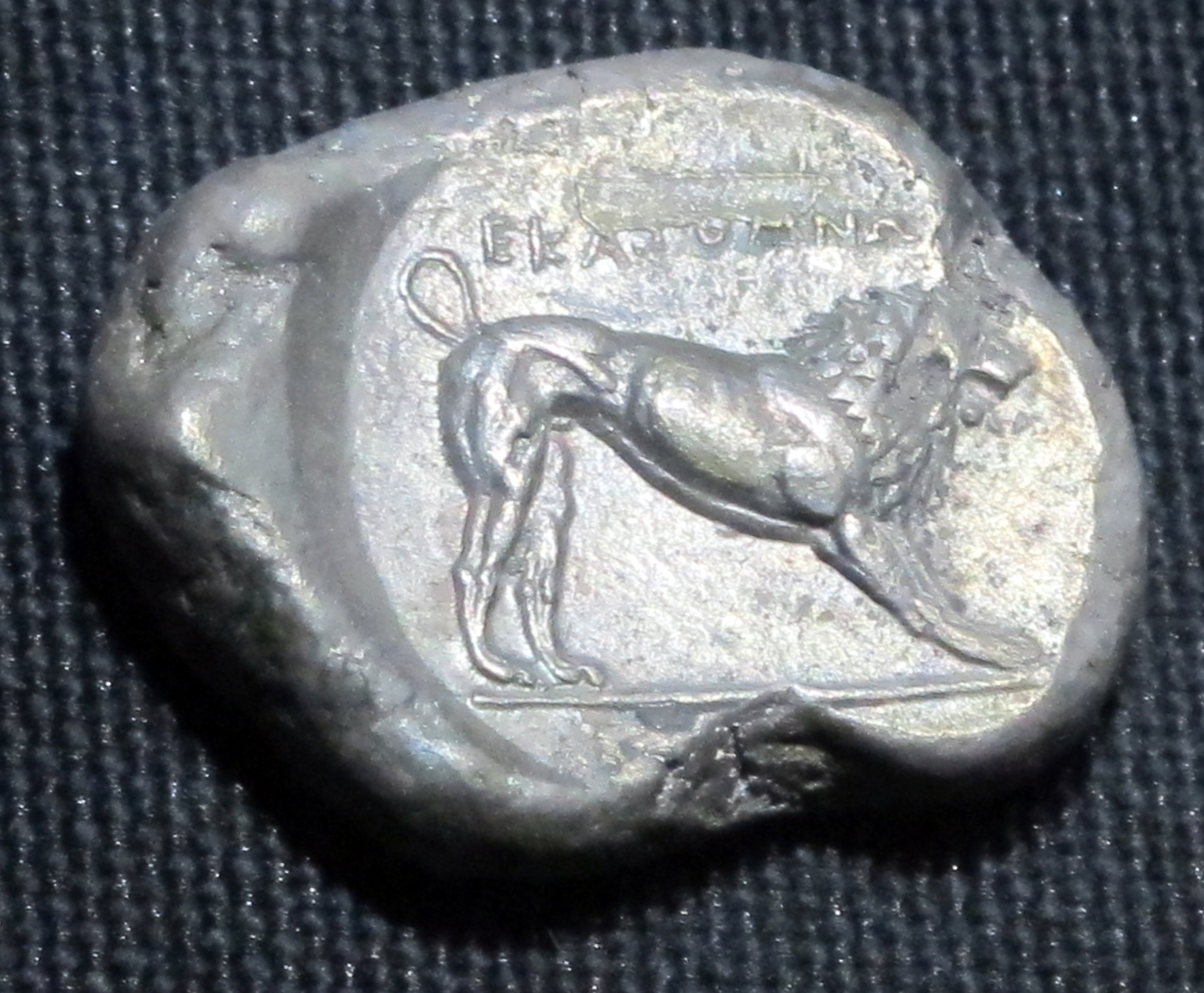
Moneda d'Hecatompos, Museu d'Arqueologia Submarina de Bodrum, Bodrum, Turquia.

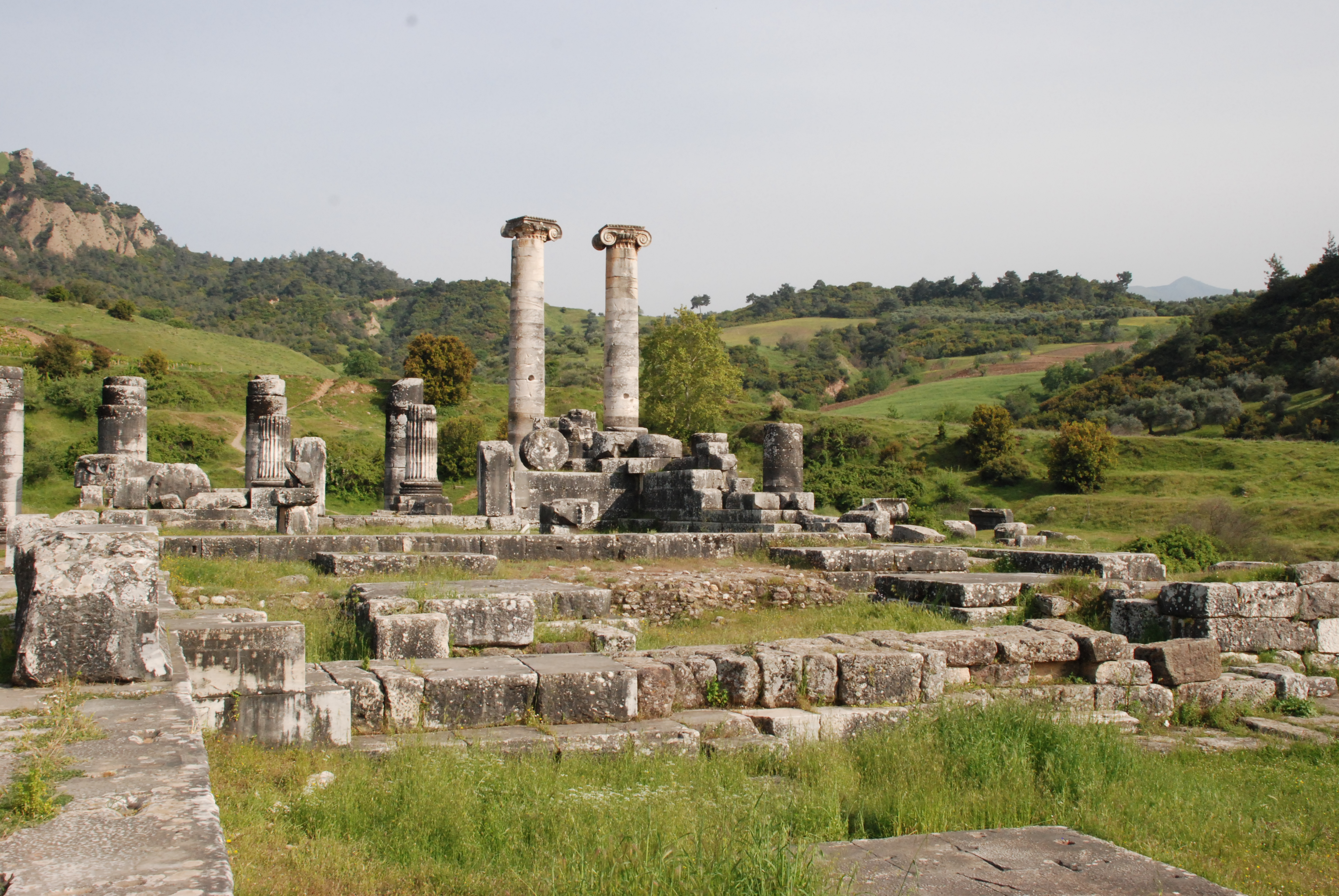
El jaciment arqueològic de Sardes, avui conegut com Sart a Turquia.

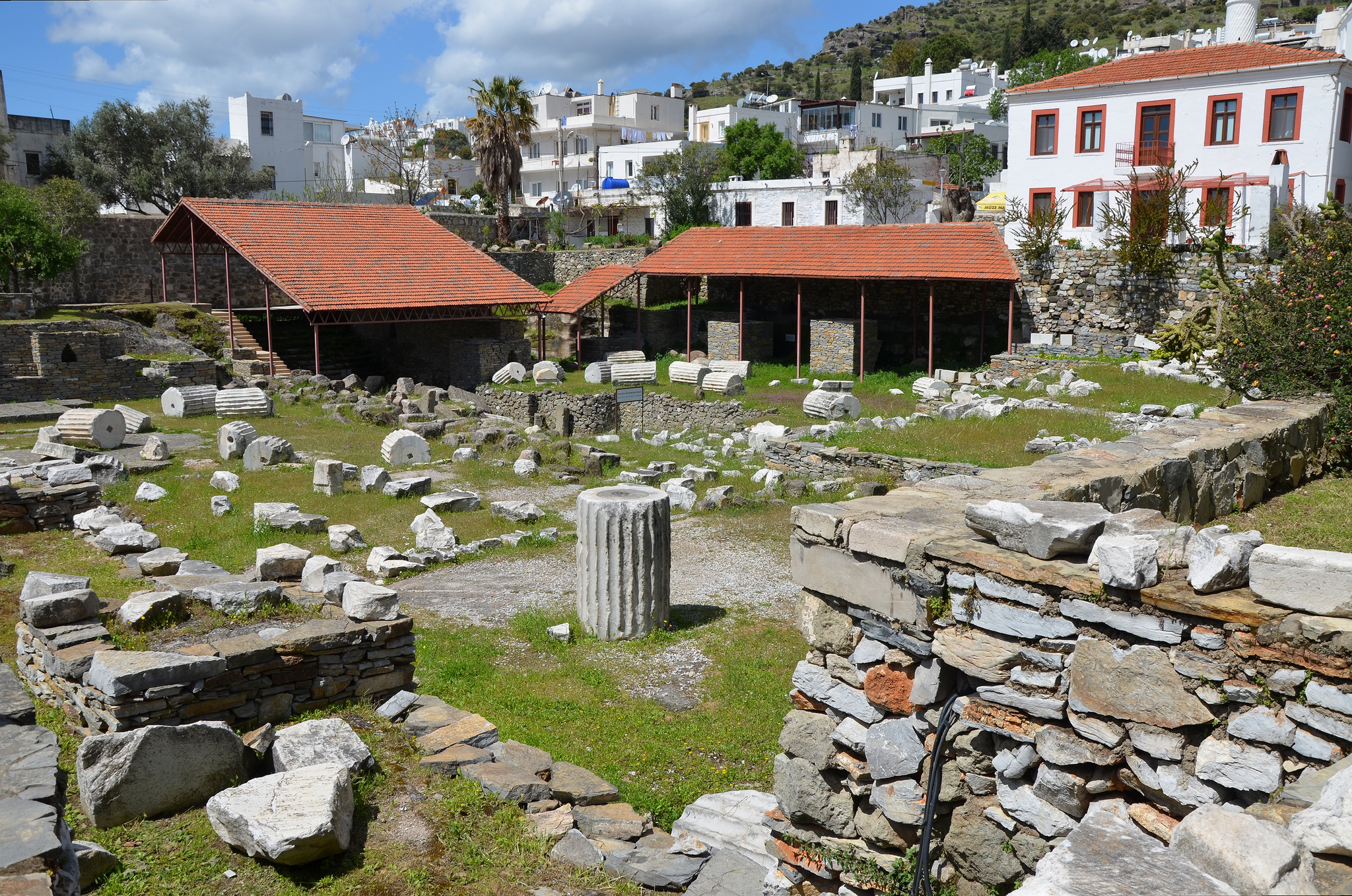
Les ruïnes del Mausoleu d'Halicarnàs a Bodrum, una de les Set Meravelles del Món Antic.

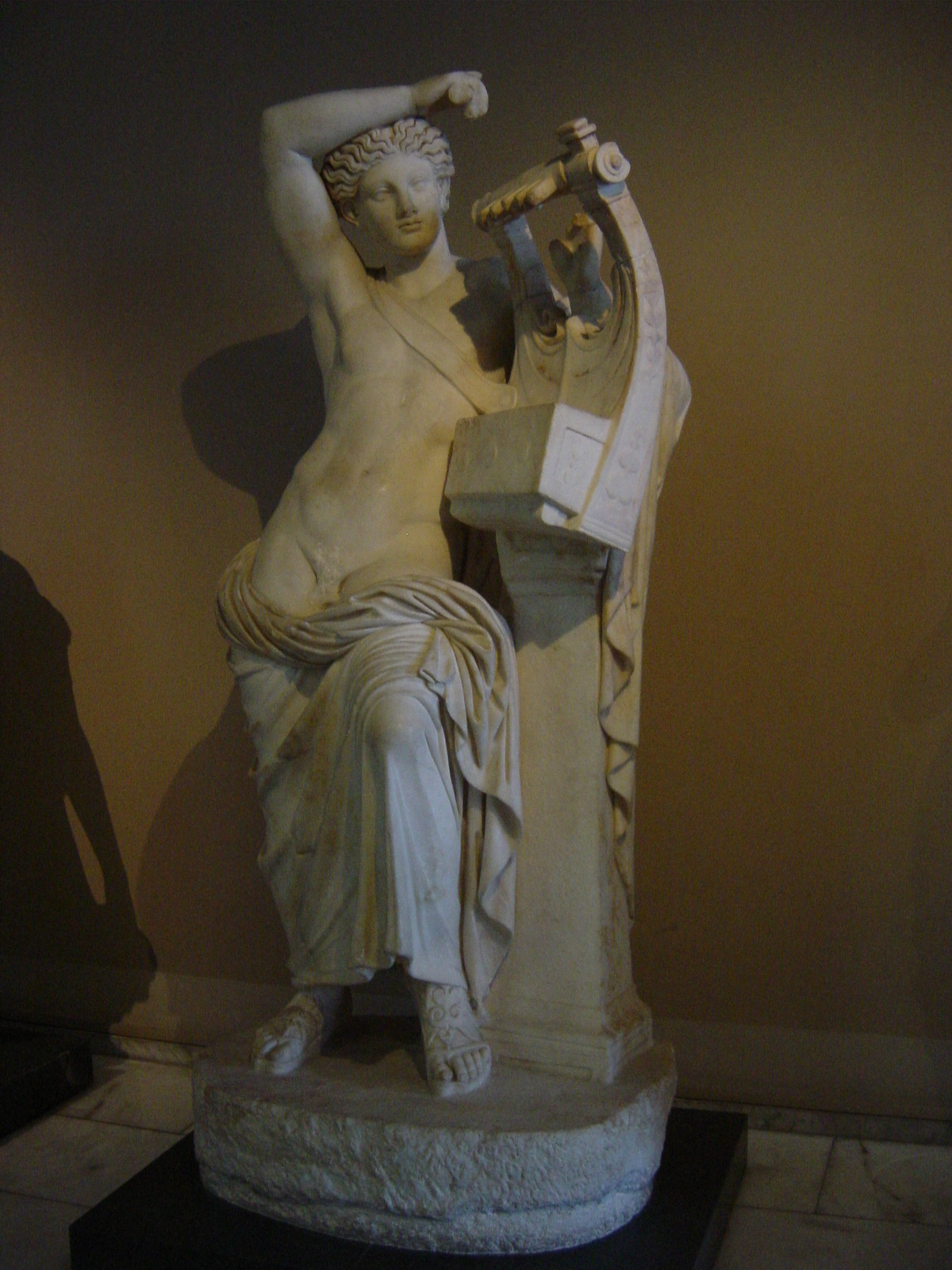
Estàtua d'Apol·lo de Milet als Museus d'Arqueologia d'Istanbul.

Cap al 550 aC, l'Imperi Mitjà, que havia existit amb prou feines cent anys, va ser esquinçat de sobte per una rebel·lió persa. Com a rei de Lídia, Croesus tenia una gran quantitat de riquesa de la qual extreure, i la va utilitzar per a l'ofensiva contra el rei persa Cir el Gran. Al final, Croesus va ser expulsat cap a l'oest i Cir va cremar la capital lídia Sardes, prenent el control de Lídia el 546 aC.
El regne restant de Jònia i diverses ciutats de Lídia encara es van negar a caure sota la dominació de Pèrsia, i van preparar defenses per lluitar contra ells i enviant ajuda a Esparta. Com que no es va prometre cap ajuda excepte un avís a Cir del seu emissari, finalment la seva posició va ser abandonada i es van sotmetre, o van fugir com en ciutadans de Focea a Còrsega o ciutadans de Teos a Abdera a Tràcia.
L'Aquemènida Imperi Persa, així fundat per Cir el Gran, va continuar la seva expansió sota el rei persa Darios el Gran, en el qual el sàtrapa sistema de governadors locals es va continuar utilitzant i millorant i es van dur a terme altres actualitzacions governamentals. Una revolta de Naxos l'any 502 aC va impulsar Aristàgores de Milet a idear un pla grandiós pel qual donaria una part de la riquesa de Naxos a Artafernes, sàtrapa de Lídia, a canvi de la seva ajuda per sufocar la revolta. El fracàs d'Aristàgores a l'hora de complir la seva promesa de recompenses i la seva conducta va pertorbar els perses, tant que va recórrer a convèncer els seus companys jonis perquè es revoltessin contra els perses. Aquesta revolta, coneguda com la Revolta Jònica, es va estendre per Anatòlia, i amb l'ajuda d'Atenes, Aristàgores es va mantenir ferm durant un temps, malgrat la pèrdua a la  Batalla d'Efes. La crema de Sardes l'any 498 aC va enfurir Darios el Gran tant que va jurar venjar-se d'Atenes. Aquest esdeveniment va fer caure el martell sobre Aristàgores mentre l'exèrcit persa escombrava Jònia, tornant a prendre ciutat per ciutat. Va ser l'eventual Batalla de Lade fora de Milet l'any 494 aC la que va posar fi a la Revolta Jònica d'una vegada per totes.
Encara que l'Imperi Persa tenia el control oficial dels carios com a sàtrapa, el governant local nomenat Hecatompos va aprofitar la seva posició. Va obtenir per a la seva família una mà autònoma en el control de la província proporcionant als perses tributs regulars, evitant l'aspecte d'engany. El seu fill Mausol va continuar d'aquesta manera, i va ampliar les bases establertes pel seu pare. Primer va treure la capital oficial del sàtrapa de Milasa a Halicarnàs, obtenint un avantatge naval estratègic, ja que la nova capital estava a l'oceà. En aquesta terra va construir una fortalesa forta i una obra per la qual va poder construir una armada forta. Va utilitzar astutament aquest poder per garantir la protecció dels ciutadans de Quios, Kos i Rodes mentre proclamaven la independència de la Grècia Atenea. Mausol no va viure per veure els seus plans realitzats plenament, i la seva posició va ser a la seva vídua Artemisia. El control local sobre Caria va romandre a la família d'Hecatompos durant 20 anys més abans de l'arribada d'Alexandre el Gran.

### Anatòlia hel·lenística

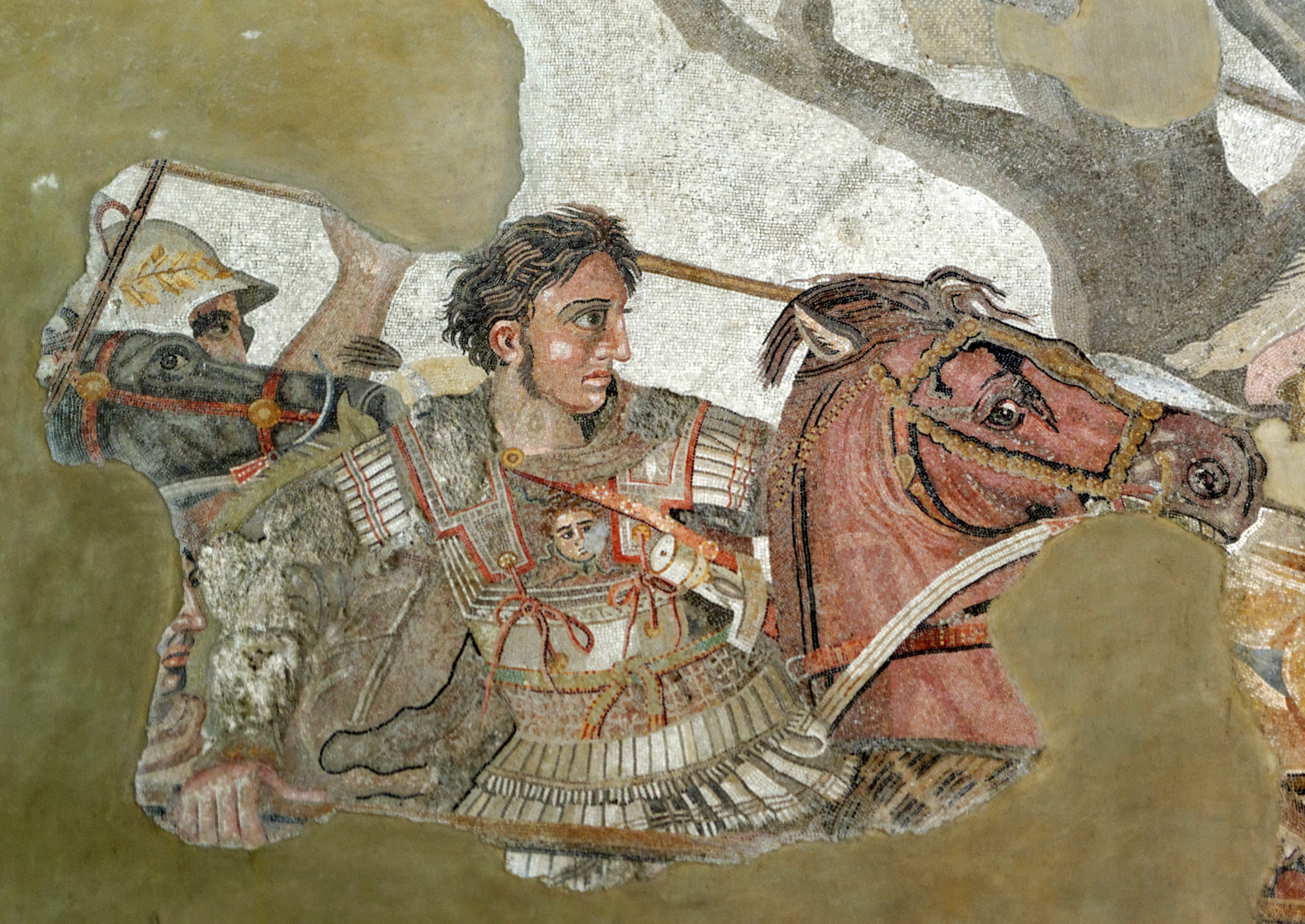
Alexandre abans de la batalla d'Issus, la millor representació de la seva semblança

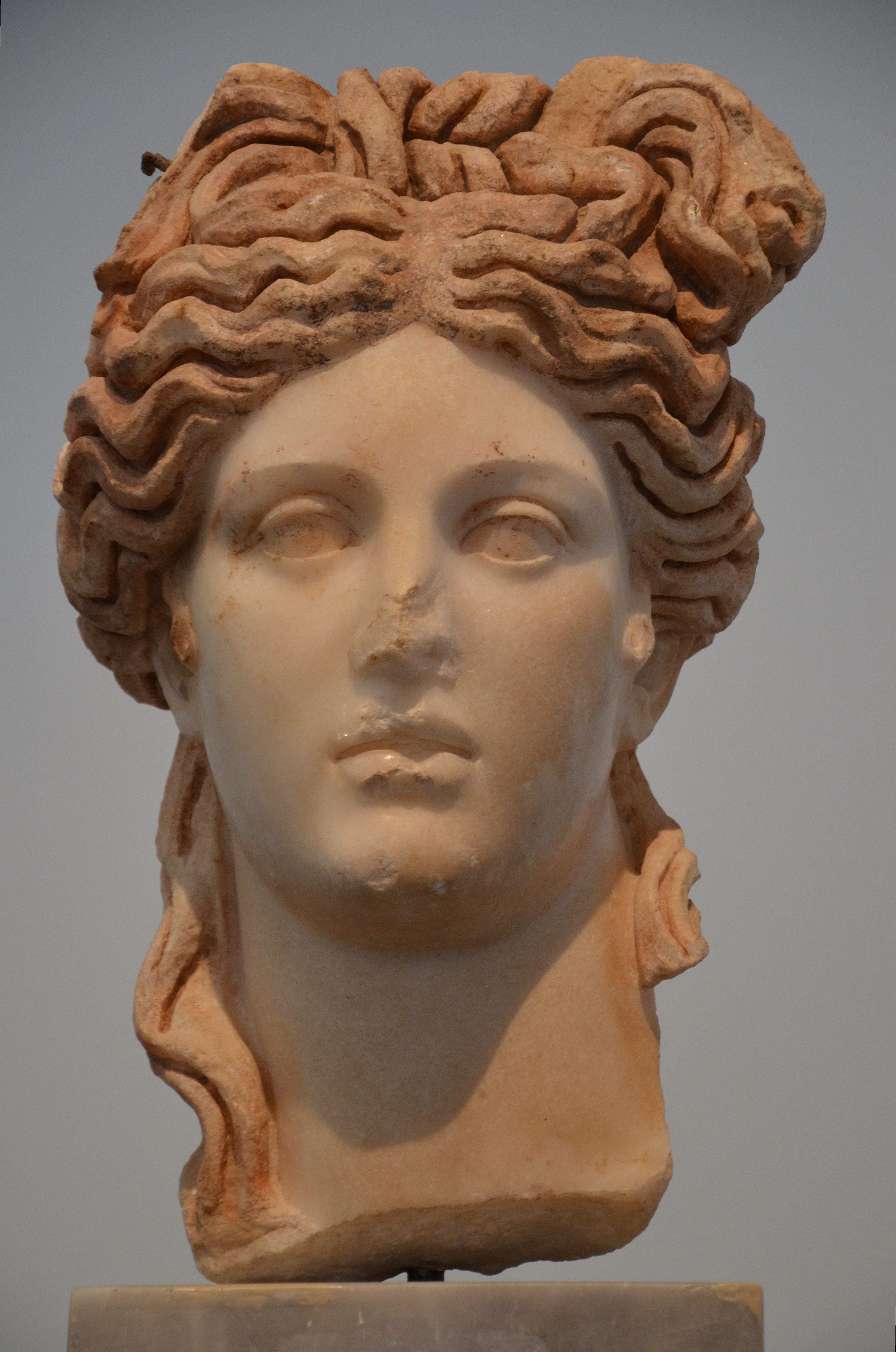
Cap de marbre d'una deessa, trobat als Banys Adriànics d'Afrodísias,.

#### Alexandre el Gran
L'any 336 aC, el rei Felip de Macedònia va ser assassinat inesperadament, fent del seu fill Alexandre el nou governant de Macedònia, ja que era molt popular. Immediatament, es va posar a treballar, reunint una força prou gran per a enfrontar-se als perses, reunint una armada prou gran per contrarestar qualsevol amenaça de la seva poderosa armada. Desembarcant a les costes d'Anatòlia prop de Sestos a la Gal·lípoli l'any 334 aC, Alexandre es va enfrontar per primera vegada als perses a la batalla del Granic, en el qual els perses van ser derrotats de manera efectiva. Utilitzant la victòria com a trampolí per a l'èxit, Alexandre va dirigir la seva atenció a la resta de la costa occidental, alliberant Lídia i Jònia en ràpida successió. L'eventual caiguda de Milet va portar a la brillant estratègia d'Alexandre de derrotar l'armada persa prenent totes les ciutats del Mediterrani en comptes d'iniciar un batalla al mar d'alt risc. En reduir aquesta amenaça, Alexandre va girar cap a l'interior, travessant Fírgia, Capadòcia i, finalment, Cilícia, abans d'arribar a les Mont Amanus. Els exploradors per a Alexandre van trobar l'Imperi persa, sota el seu rei Darios III, avançant per les planes d'Issos a la recerca d'Alexandre. En aquest moment, Alexandre es va adonar que el terreny afavoria el seu exèrcit més petit, i va començar la batalla d'Issos. L'exèrcit de Darios va ser eficaçment espremut pels macedonis, el que va provocar no només una vergonyosa derrota per a Darios, sinó que va fugir de tornada a través del riu Eufrates, deixant la resta de la seva família en mans d'Alexandre. Així, Anatòlia va ser alliberada definitivament del jou dels perses.

#### Guerres dels Diàdocs i divisió de l'imperi d'Alexandre

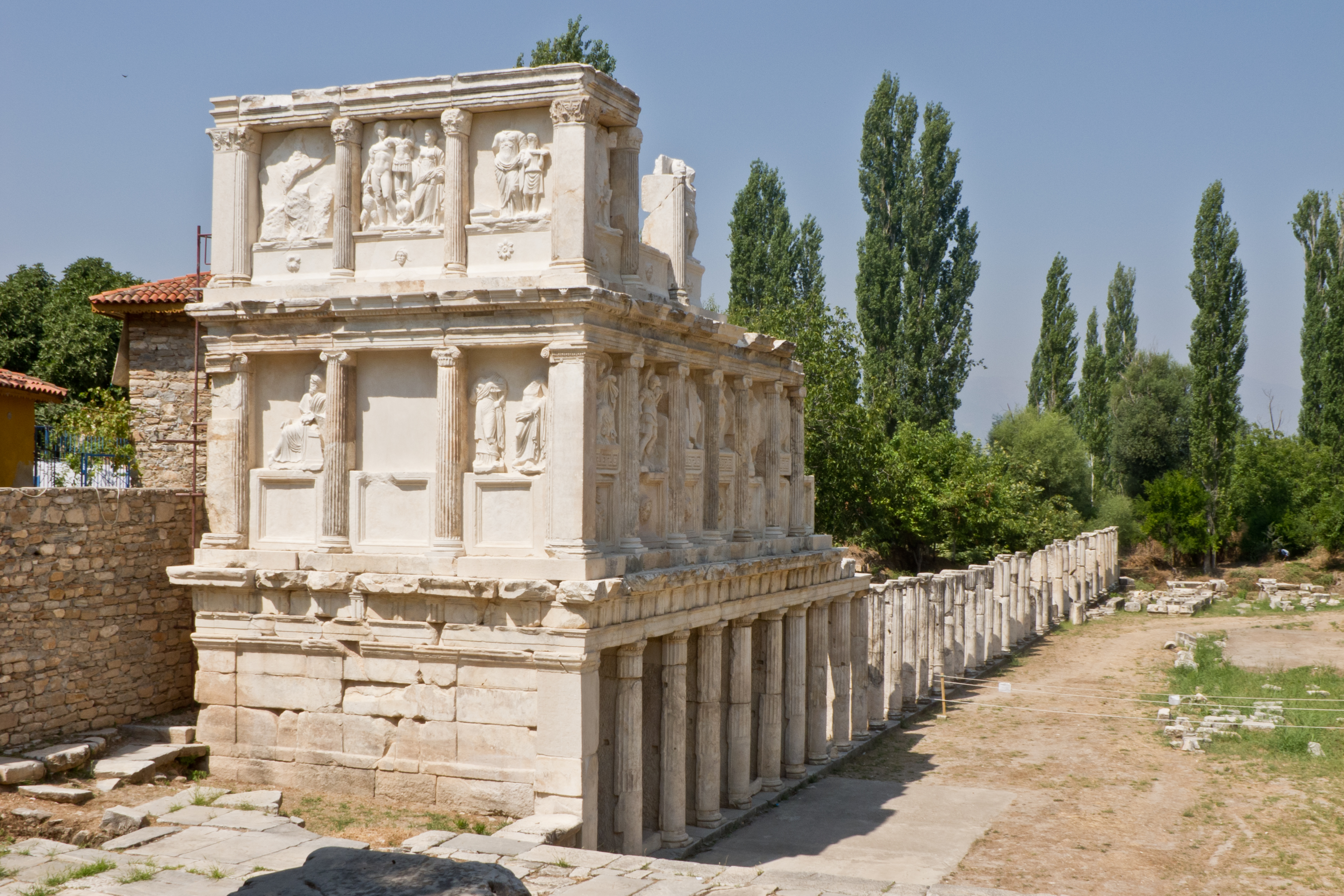
El Sebasteion d'Afrodísias

Mapa d'Àsia Menor

Al juny de 323 aC, Alexandre va morir sobtadament, deixant un buit de poder a Macedònia, posant en perill tot el que havia treballat. Com que el seu mig germà Arrideu no va poder governar eficaçment a causa d'una discapacitat greu, es van lliurar una successió de guerres pels drets de les seves conquestes conegudes com les Guerres dels Diàdocs. Perdicas, un oficial d'alt rang de la cavalleria, i més tard Antígon, el sàtrapa frigi, van imposar-se als altres contendents de l'imperi d'Alexandre a l'Àsia durant un temps.
Ptolemeu, el governador d'Egipte, Lisímac, i Seleuc, forts líders d'Alexandre, van consolidar les seves posicions després de la batalla d'Ipsos, en la qual el seu rival comú Antígon va ser derrotat. L'antic imperi d'Alexandre es va dividir com a tal: Ptolemeu va guanyar territori al sud d'Anatòlia, gran part d'Egipte i el Llevant, que es van combinar per formar l'Imperi Ptolemaic; Lisímac controlava l'Anatòlia i la Tràcia occidentals, mentre que Seleuc va reclamar la resta d'Anatòlia com a Imperi Selèucida. Només el regne de Pontus sota Mitridates I va aconseguir la seva independència a Anatòlia a causa del fet que Antígon havia estat un enemic comú.

#### Imperi Selèucida

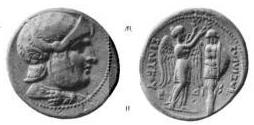
Seleuc I Nicàtor, homònim de l'Imperi selèucida

Seleuc I Nicàtor va crear per primera vegada una capital durant un període de 12 anys (299–287 aC) digna del seu personatge, Antioquia, que porta el nom del seu pare Antíoc. També es va concentrar en la creació d'un gran exèrcit permanent, i també va dividir el seu imperi en 72 satrapies per facilitar l'administració. Després d'un començament pacífic, es va produir una fractura entre Lísimac i Seleuc que va portar a una guerra oberta l'any 281 aC. Tot i que Seleuc havia aconseguit derrotar el seu antic amic i guanyar el seu territori a la batalla de Corupedium, li va costar la vida, ja que va ser assassinat per Ptolemeu Keraunos, futur rei de Macedònia, a Lisimaquea.
Després de la mort de Seleuc, l'imperi que va deixar es va enfrontar a moltes proves, tant de forces internes com externes. Antíoc I va lluitar contra un atac dels Gals amb èxit, però no va poder derrotar el rei de Pèrgam Èumenes I l'any 262 aC, garantint la independència de Pèrgam. Antíoc II anomenat Teos, o "diví", va ser enverinat per la seva primera dona, que al seu torn va enverinar Berenice de Síria, segona esposa d'Antíoc II i filla de Ptolemeu III Evèrgetes. El fill d'Antíoc II de la seva primera esposa, Seleuc II Cal·linic, va acabar com a governant dels Selèucides després d'aquesta tragèdia. Aquest gir dels esdeveniments va fer molt enfadat a Ptolemeu III i va provocar la invasió de l'imperi (la Tercera Guerra de Síria) l'any 246 aC. Aquesta invasió porta a la victòria de Ptolemeu III a Antioquia i Selèucida, i ell concedeix les terres de Frígia al Pontus de Mitridates II l'any 245 aC com a regal de noces.

#### Partia i Pèrgam abans del 200 aC

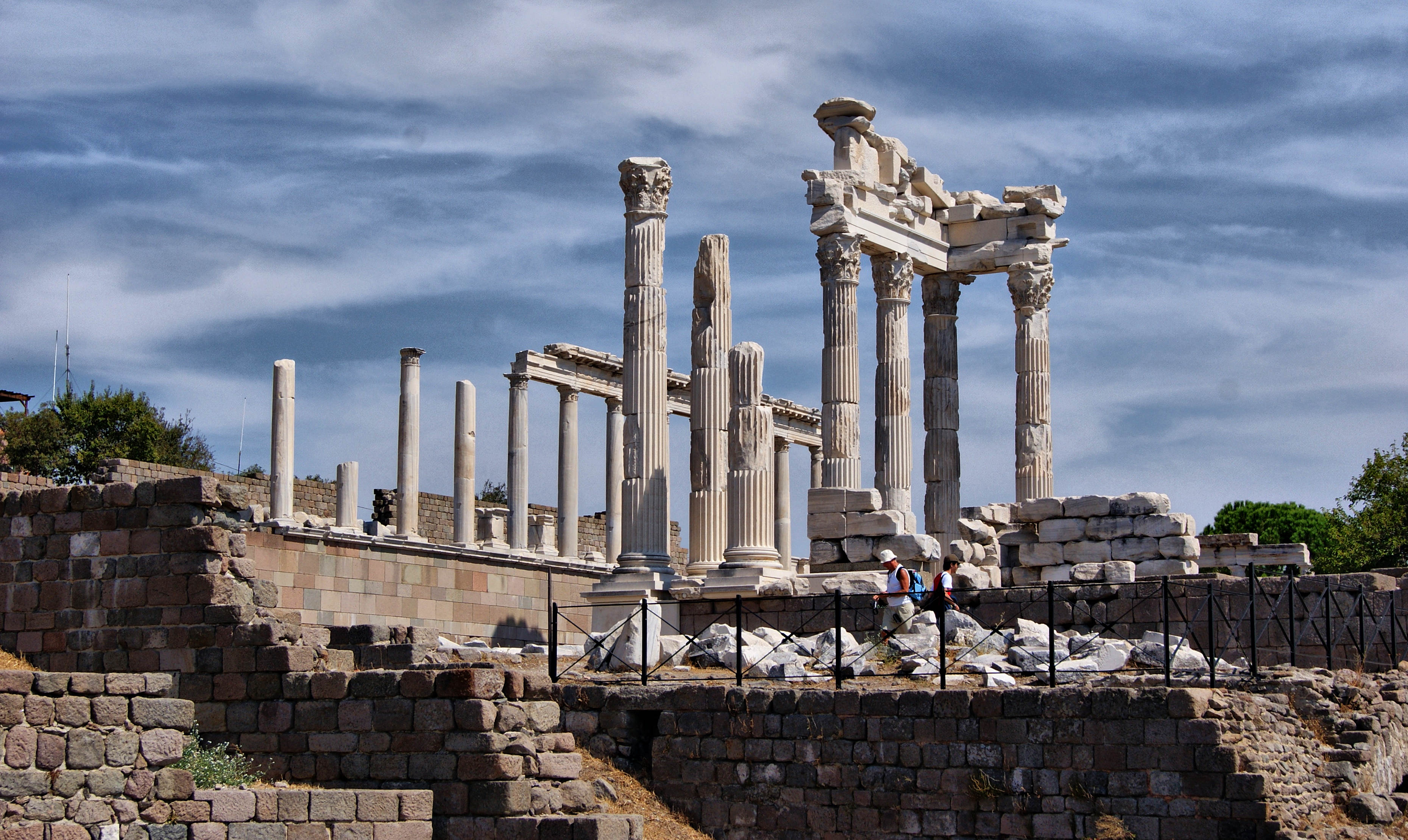
Les ruïnes de l'antiga ciutat de Pèrgam

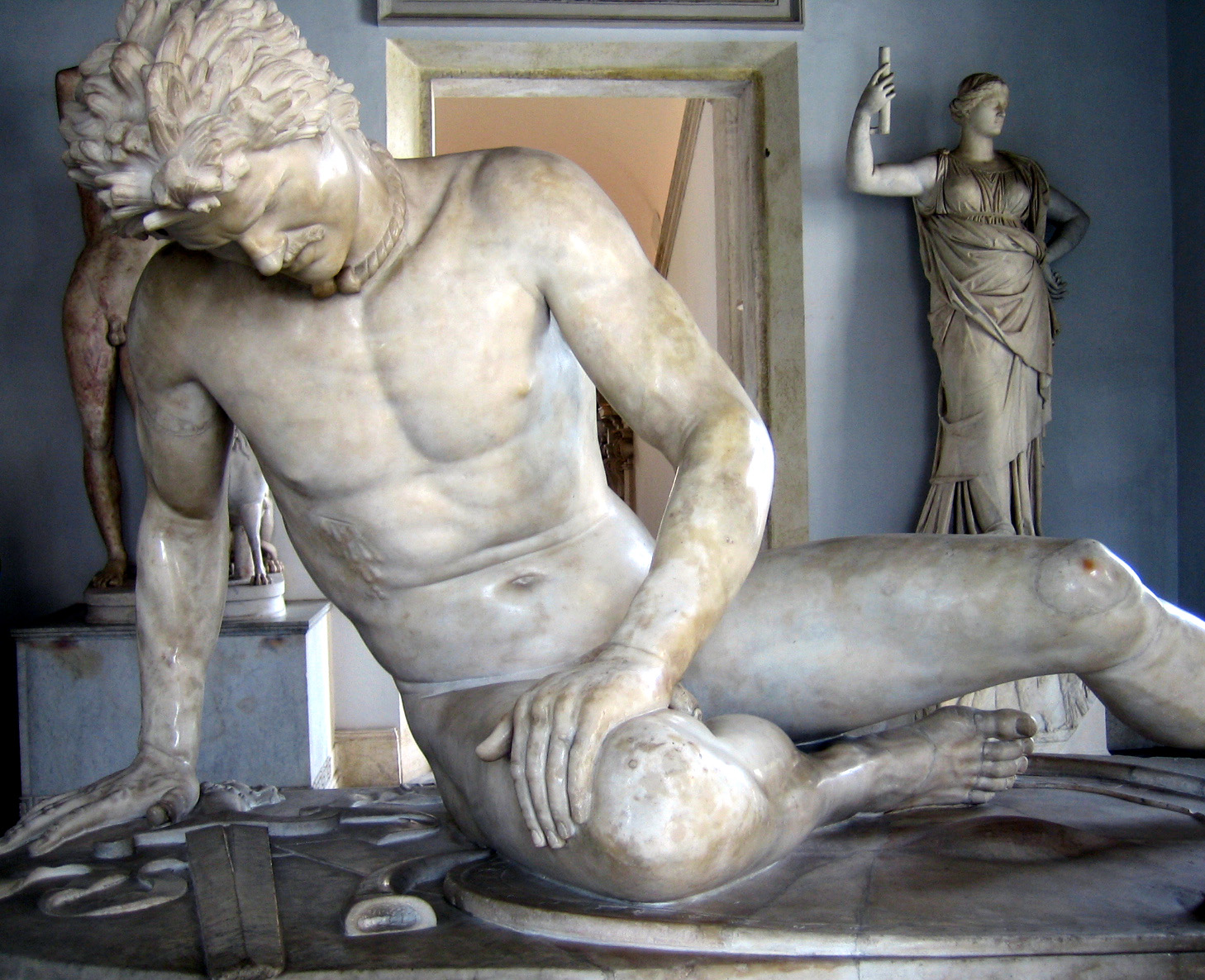
La "Gàl·lia moribunda" representant la derrota dels Gàlates per Àtal I.

Els esdeveniments a l'est van mostrar la naturalesa fràgil dels Selèucides com una revolta inspirada per Bactriana a Pàrtia iniciada pel seu sàtrapa Andràgores l'any 245 aC va provocar la pèrdua del territori fronterer amb Pèrsia. Això es va unir a una invasió inesperada del nord de la Pàrtia pel nòmada Parni l'any 238 aC i una posterior ocupació de tota la Pàrtia per un dels seus líders, Tiridates. Antíoc II Teos dels Selèucides no va aconseguir posar fi a la rebel·lió i, per tant, es va crear un nou regne, l'Imperi Part, sota el germà de Tirídates Àrsaces I. Pàrtia es va estendre fins al riu Èufrates en l'apogeu del seu poder.
El regne de Pèrgam sota la dinastia atàlida va ser un regne independent establert després del govern de Fileter pel seu nebot Èumenes I. Èumenes va ampliar Pèrgam per incloure parts de Mísia i Eòlida, i es va mantenir amb força als ports d'Elaia i Pítana. Àtal I, successor d'Èumenes I, va romandre actiu fora dels límits de Pèrgam. Va rebutjar el pagament de protecció als Gàlates i va guanyar una lluita contra ells l'any 230 aC, i després va derrotar a Antíoc Híerax tres anys més tard per tal d'assegurar el control nominal sobre Anatòlia sota els selèucides. La victòria no havia de durar ja que Seleuc III va restablir el control del seu imperi, però Àtal es va permetre mantenir el control dels antics territoris de Pèrgam.
Els tractes amb Àtal van resultar ser l'última vegada que els selèucides van tenir un èxit significatiu a Anatòlia mentre l'Imperi Romà es trobava a l'horitzó. Després d'aquesta victòria, els hereus de Seleuc no tornarien a expandir el seu imperi.

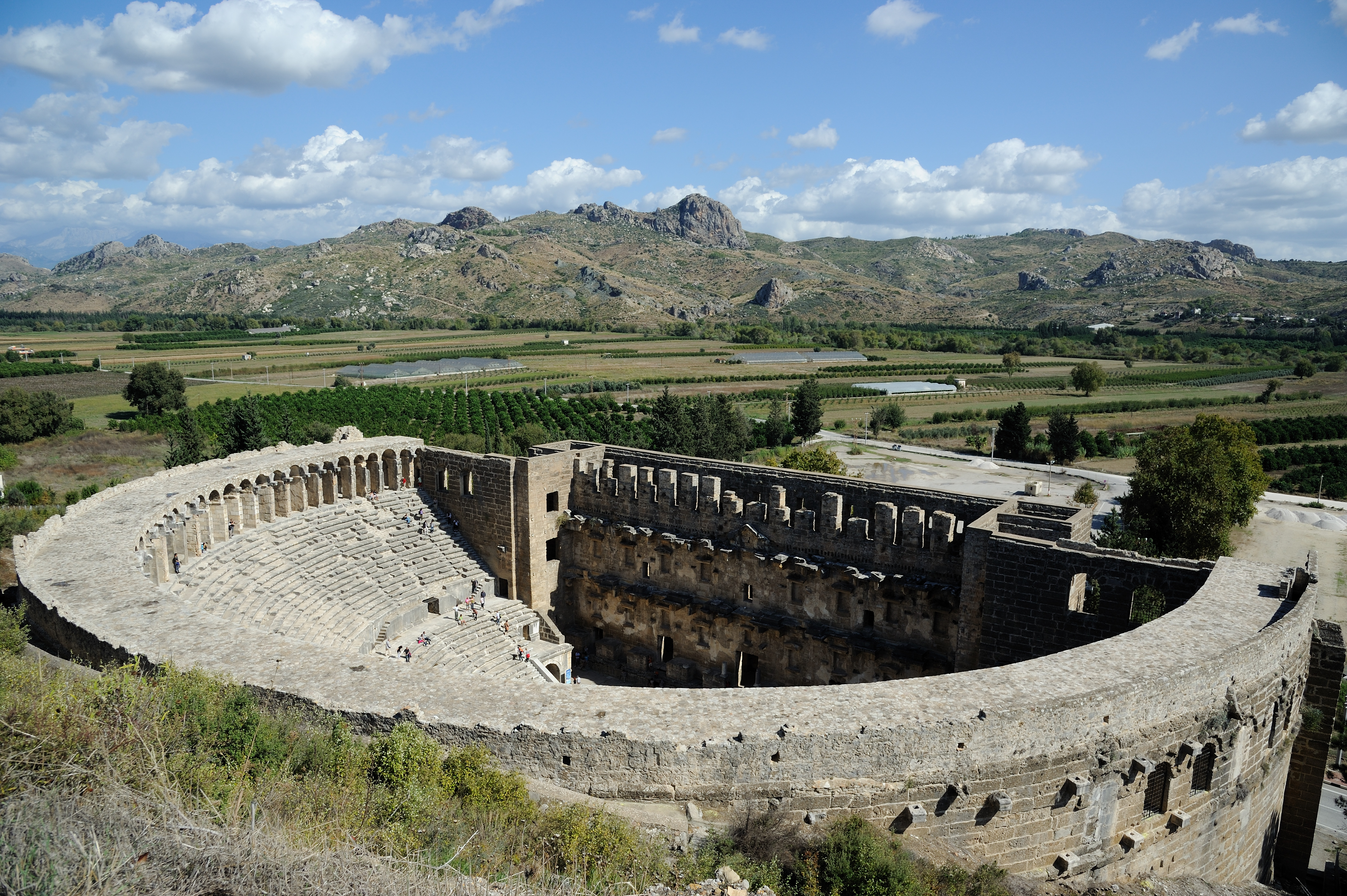
El teatre romà d'Aspendos s'ha conservat notablement bé.

### Anatolia romana

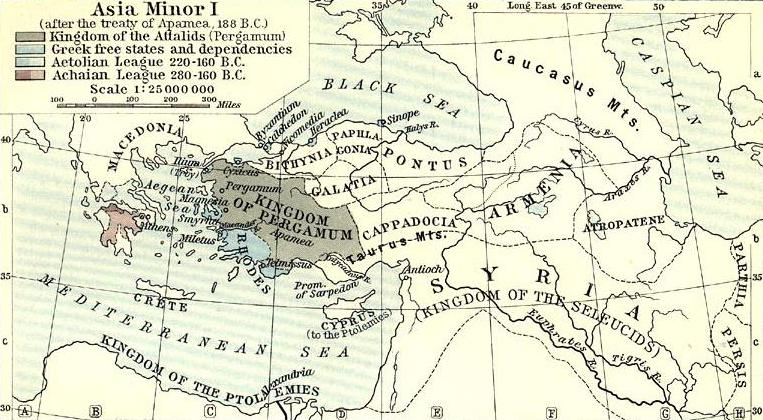
Anatòlia després del Tractat d'Apamea el 188 aC.

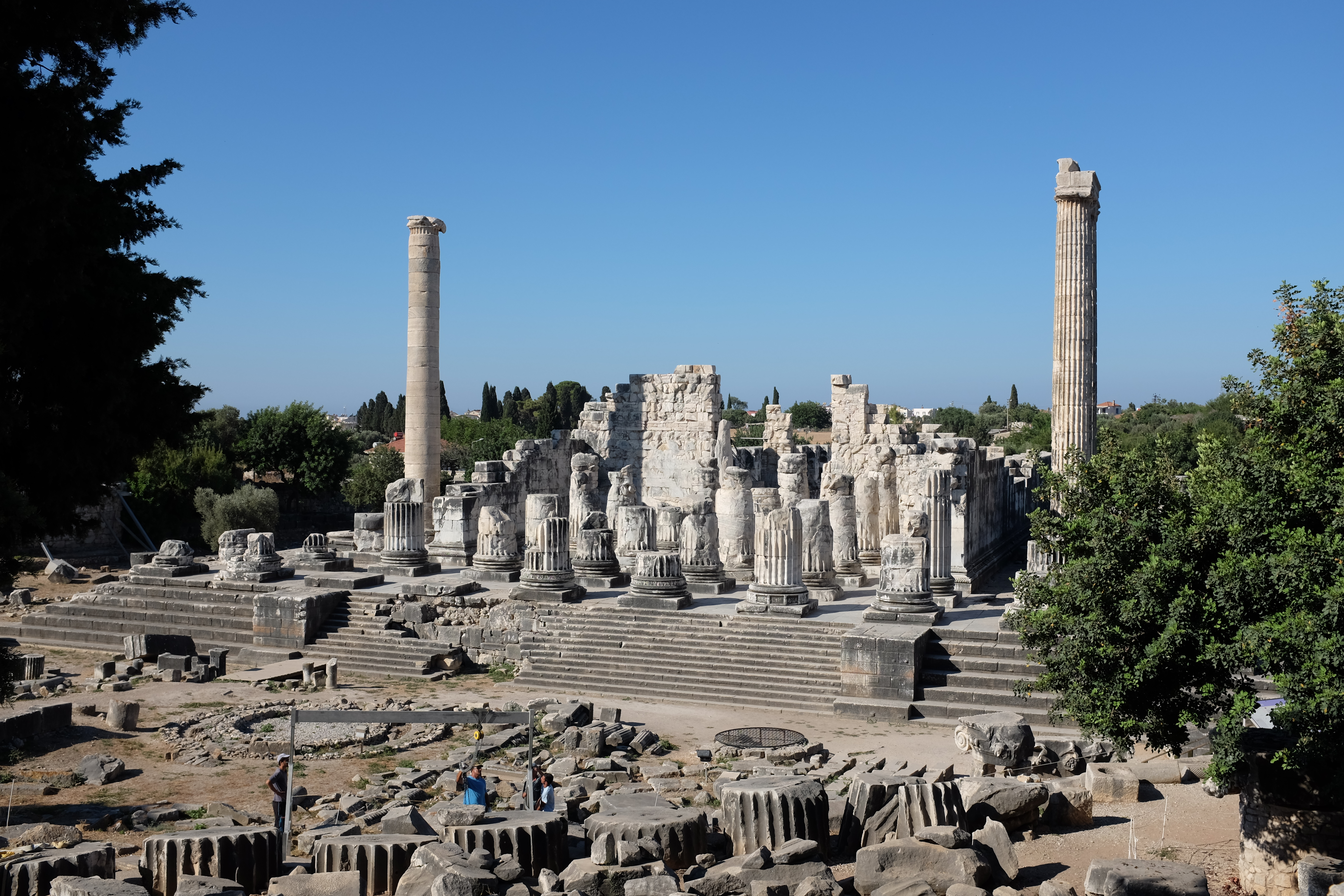
Antiga ciutat de Dídima

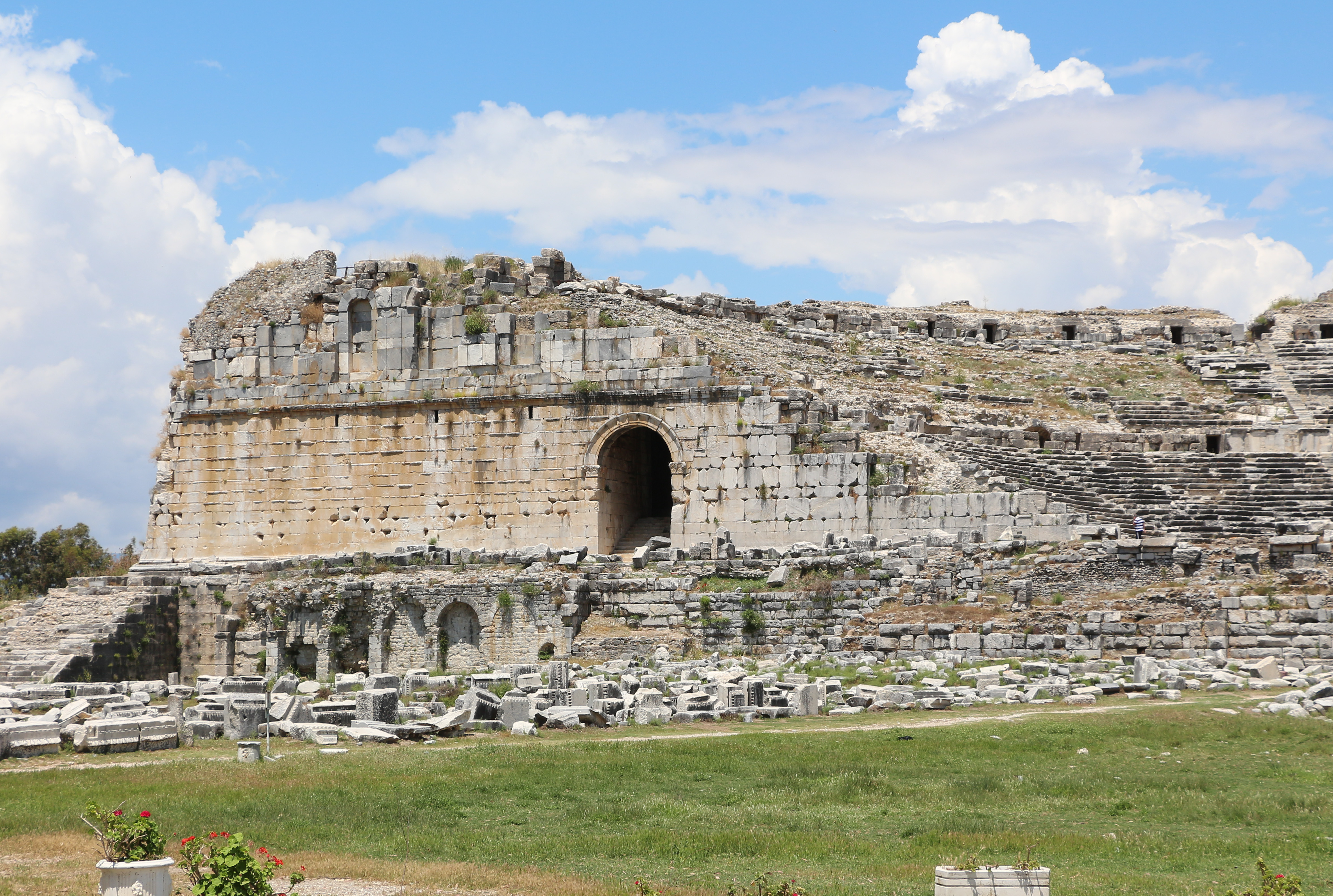
Teatre grec antic a Milet. És el lloc de naixement de Thales

#### Intervenció romana a Anatòlia
A la Segona Guerra Púnica, Roma havia patit a Espanya, Àfrica i Itàlia a causa de les estratègies impressionants d'Anníbal, el famós general cartaginès de l'Antiga Cartago. Quan Anníbal va entrar en una aliança amb Felip V de Macedònia l'any 215 aC, Roma va utilitzar una petita força naval amb la Lliga Etòlia per ajudar a allunyar Anníbal a l'est i evitar l'expansió macedònia a Anatòlia occidental. Àtal I de Pèrgam, juntament amb Rodes, van viatjar a Roma i van ajudar a convèncer els romans que la guerra contra Macedònia era absolutament necessària. El general romà Tit Quinti Flaminí no només va derrotar l'exèrcit de Felip V de Macedònia a la batalla de Cinoscèfales l'any 197 aC, sinó que també va aportar més esperança als grecs quan deia que Roma desitjava una Grècia autònoma i ciutats gregues a Anatòlia.
Durant el període just després de la victòria de Roma, la Lliga Etòlia va desitjar una part del botí deixat arran de la derrota de Felip, i va sol·licitar una expedició compartida amb Antíoc III dels Selèucides per obtenir-lo. Malgrat les advertències de Roma, Antíoc va abandonar Tràcia i es va aventurar a Grècia, decidint aliar-se amb la Lliga Etòlia. Això era intolerable per a Roma, i el van derrotar a Tessàlia a les Termòpiles abans que Antíoc es retirés a Anatòlia prop de Sardes. Combinant forces amb els romans, Èumenes II de Pèrgam es va trobar amb Antíoc a la batalla de Magnèsia l'any 189 aC. Allà Antíoc va ser colpejat per una intensa càrrega de cavalleria dels romans i una maniobra de flanqueig d'Èumenes.
A causa del Tractat d'Apamea l'any següent, Pèrgam va rebre totes les terres selèucides al nord de les muntanyes de Taure i Rodes va rebre tot el que va quedar. Aquesta aparentment gran recompensa seria la caiguda d'Èumenes com a governant eficaç, ja que després que Pèrgam va derrotar a Prúsies I de Bitínia i Farnaces I del Pont, va aprofundir massa en els afers romans i el senat romà es va alarmar. Quan Èumenes va reprimir una invasió per part dels Gàlates l'any 184 aC, Roma va contrarestar la seva victòria alliberant-los, proporcionant un fort indicador que l'abast del domini de Pèrgam estava ara atrofiat.

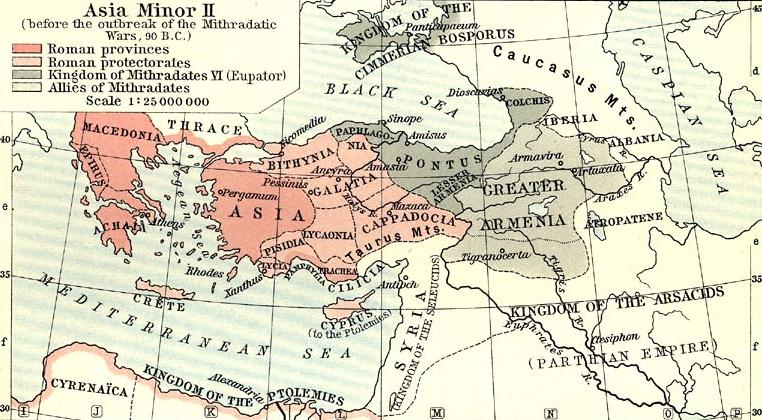
Anatòlia abans de la Guerra Mitridàtica, 90 aC.

L'interior d'Anatòlia havia estat relativament estable malgrat les incursions ocasionals dels galacis fins a l'ascens dels regnes de Pont i Capadòcia al segle II aC. Capadòcia sota Ariarates IV inicialment es va aliar amb els selèucides en la seva guerra contra Roma, però aviat va canviar d'opinió i va reparar les relacions amb ells mitjançant el matrimoni i la seva conducta. El seu fill, Ariarates V Filopàtor, va continuar la política del seu pare d'aliar-se amb Roma i fins i tot es va unir amb ells en la batalla contra Prúsies I de Bitínia quan va morir el 131 aC. Pont havia estat un regne independent des del govern de Mitridates quan l'amenaça de Macedònia havia estat eliminada. Malgrat diversos intents de l'Imperi Selèucida de derrotar el Pont, la independència es va mantenir. Quan Roma es va involucrar en els afers d'Anatòlia sota Farnaces I, es va formar una aliança que garantia la protecció del regne. L'altre regne important d'Anatòlia, Bitínia, establert per Nicomedes I a Nicomèdia, sempre va mantenir bones relacions amb Roma. Fins i tot sota l'odiada Prúsies II de Bitínia quan aquesta relació es va tensar, no va causar gaires problemes.
El govern de Roma a Anatòlia era diferent a cap altra part del seu imperi a causa de la seva mà lleugera pel que fa al govern i l'organització. El control d'elements inestables dins de la regió es va simplificar amb el llegat de Pèrgam als romans pel seu darrer rei, Àtal III l'any 133 aC. El nou territori va ser nomenat província d'Àsia pel cònsol romà Mani Aquil·li el Vell.

#### Les Guerres Mitridàtiques

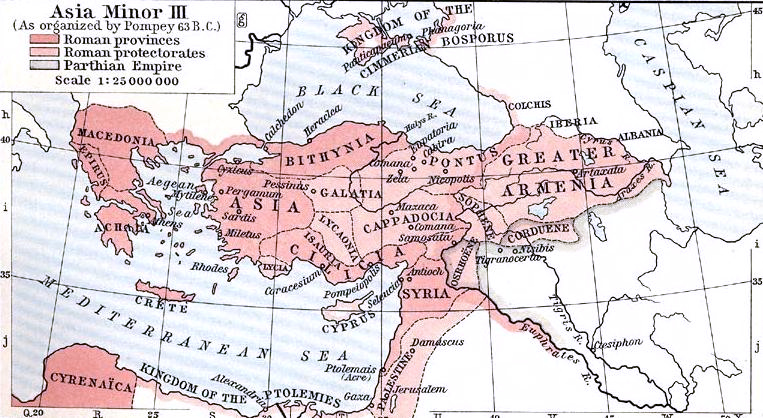
Anatòlia dividida per Pompeu, 63 aC.

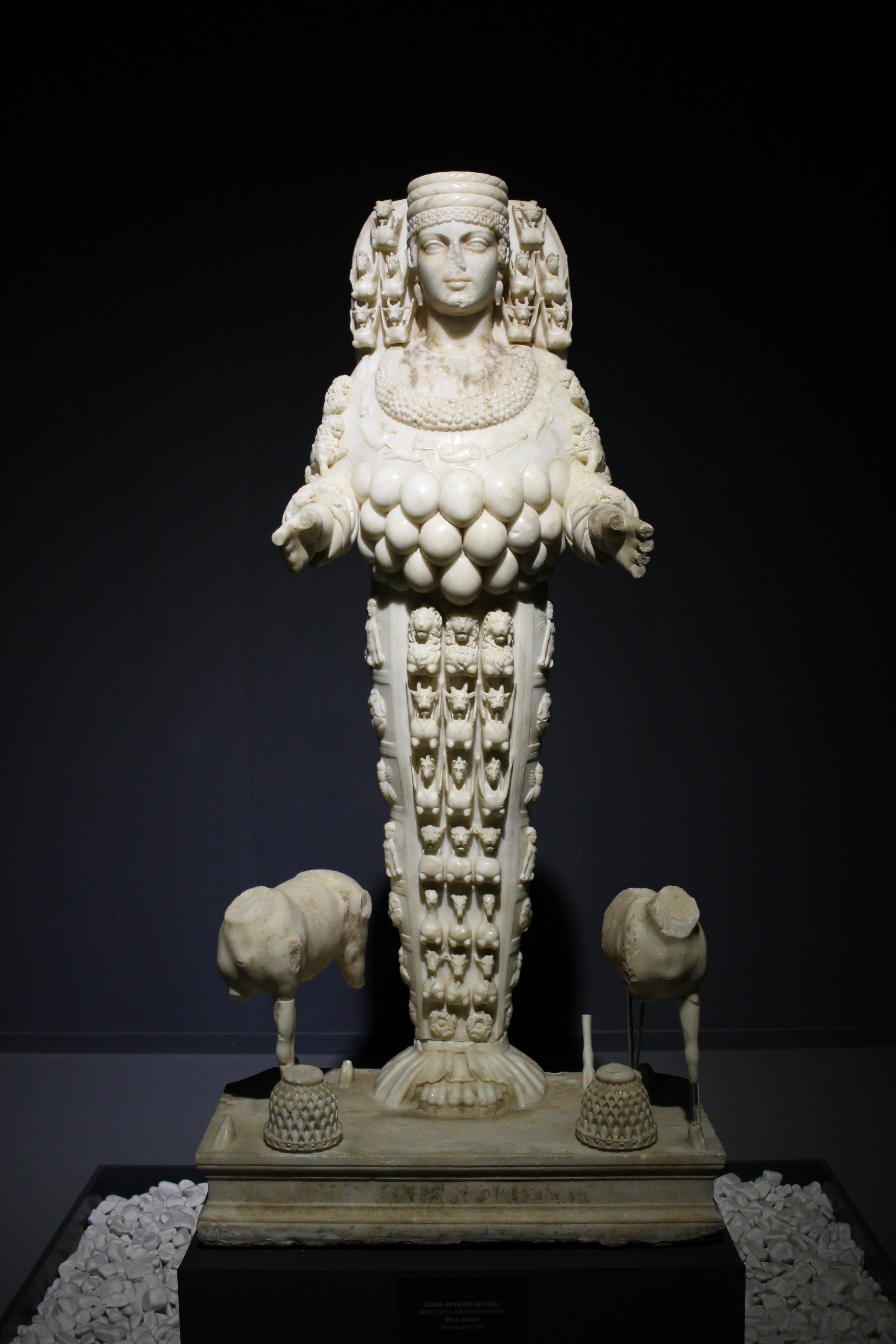
Estàtua d'Artemisa d'Efes

Les Guerres Mitridàtiques van ser precedides per lluites internes que van atraure Roma a una guerra contra els rebels italians coneguts com a Guerra Social l'any 90 aC. Mitridates VI del Pont va decidir que era hora d'atacar a Anatòlia mentre Roma estava ocupada, envaint la Bitínia. Encara que es va retirar quan Roma li va demanar això, no va acceptar totes les demandes de Roma. Com a resultat, Roma va animar Bitínia a atacar el Pont, però Bitínia va ser derrotada. Aleshores Mitridates va marxar cap a la província romana d'Àsia, on va persuadir els grecs de matar tants italians com fos possible (els Vespres asiàtics). Malgrat una lluita pel poder dins de la mateixa Roma, el cònsol Luci Corneli Sul·la va anar a Anatòlia per derrotar el rei pontià. Sul·la el va derrotar a fons i va deixar Mitridates amb només Pont al Tractat de Dardanos.
L'any 74 aC, un altre regne anatolià va passar sota control romà, ja que Nicomedes IV de Bitínia va ordenar que es fes després de la seva mort. El fet de fer de Bitínia una província romana poc després va despertar Mitridates VI per tornar a buscar més territori, i la va envair el mateix any. Roma aquesta vegada va enviar el cònsol Luci Licini Lucul·le per recuperar el control de la província. L'expedició va resultar molt positiva, ja que Mitridates va ser expulsat de nou a les muntanyes.
El fracàs de Luci Licini Lucul·le per desfer Roma d'una vegada per totes de Mitridates va portar molta oposició a casa, alguns alimentats pel gran cònsol romà Pompeu. Una amenaça dels pirates sobre el subministrament d'aliments romans al mar Egeu va portar a Pompeu una vegada més a l'avantguarda de la política romana, i els va fer tornar a Cilícia. Els poders concedits a Pompeu després d'aquest èxit li van permetre no només tirar enrere Mitridates fins al Bòsfor, sinó que va fer de la veïna Armènia un regne client. Al final, Mitridates es va suïcidar l'any 63 aC i, per tant, va permetre a Roma afegir Pontus com a protectorat juntament amb Cilícia com a província romana. Això va deixar només Galàcia, Pisídia i Capadòcia, tots governats per Amintes completament, com l'últim regne restant no sota un protectorat o estatus provincial. Tanmateix, l'any 25 aC, Amintes va morir mentre perseguia enemics a les muntanyes del Taure, i Roma va reclamar les seves terres com a província, deixant Anatòlia completament en mans romanes.

#### Cristianisme a Anatòlia durant l'època romana

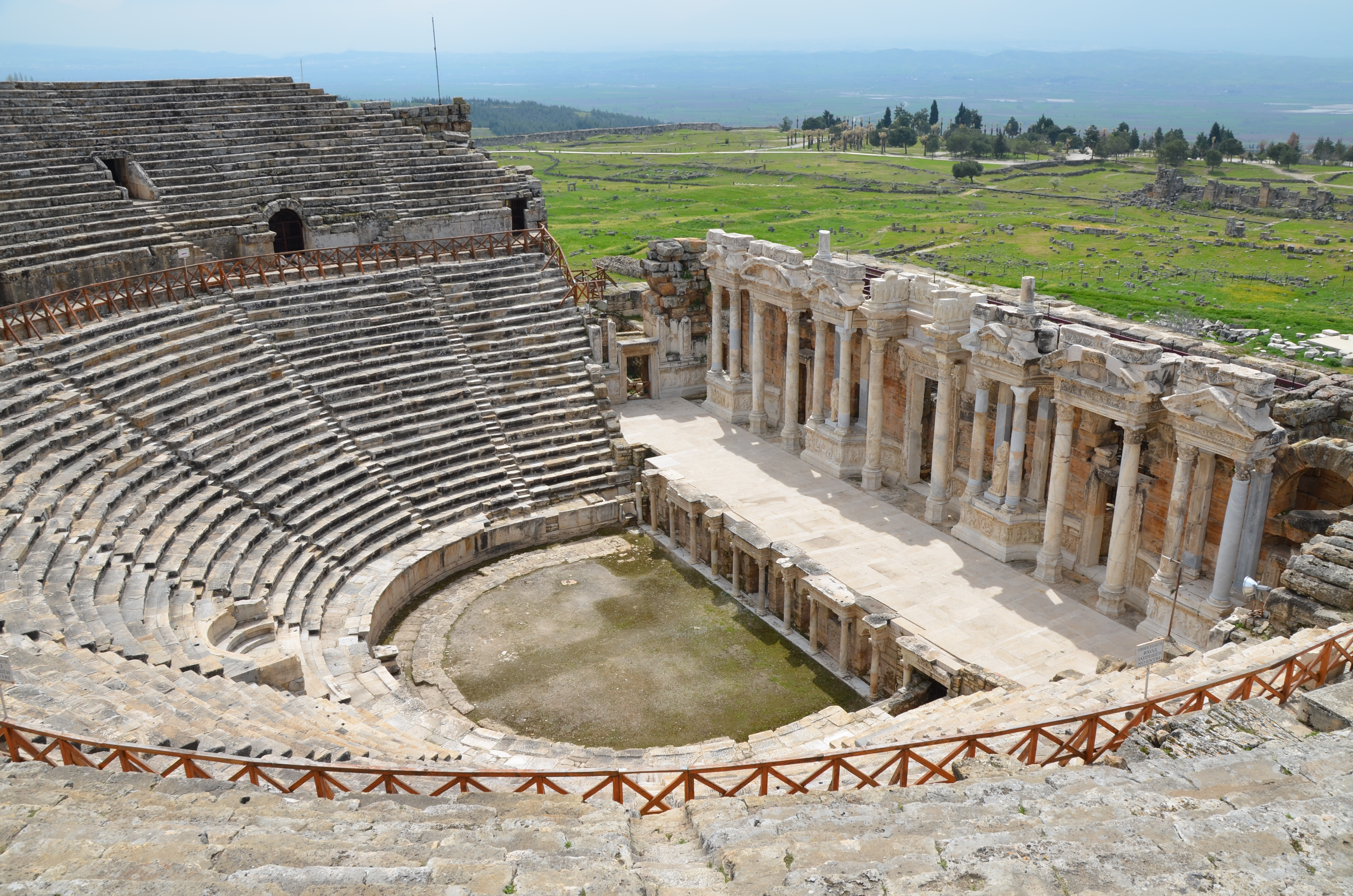
Felip l'Apòstol va viure i va ser enterrat a Hieràpolis, Turquia

Les influències jueves a Anatòlia estaven canviant la composició religiosa de la regió a mesura que Roma consolidava el seu poder. Al voltant de l'any 210 aC, Antíoc III de l'Imperi Selèucida va traslladar 2.000 famílies de jueus de Babilònia a Lídia i Frígia, i aquest tipus de migració va continuar durant tot el temps la resta de l'existència de l'Imperi. Ciceró va proporcionar pistes addicionals sobre la mida de la influència jueva a la zona, que va assenyalar que un governador romà havia aturat el tribut enviat a Jerusalem pels jueus l'any 66 aC, i el registre d'Efes, on el poble va instar Agripina a expulsar els jueus perquè no estaven actius en les seves activitats religioses.
El creixement religiós del cristianisme va ser evident a Anatòlia durant el començament del segle I. Les cartes de St. Pau al Nou Testament reflecteix aquest creixement, particularment a la seva província natal d'Àsia. Des de la seva casa a Efes del 54 dC al 56 dC, va assenyalar que "tots els que habitaven a Àsia van escoltar la paraula" i va comprovar l'existència d'una església a Colosses així com a Tròada. Més tard va rebre cartes de Magnèsia i Tral·les, ambdues que ja tenien esglésies, bisbes i representants oficials que donaven suport a Ignasi d'Antioquia. Després de les referències a aquestes institucions per part de St. Pau, el Llibre de l'Apocalipsi esmenta les Set Esglésies d'Àsia: Efes, Magnèsia, Tiatira, Esmirna, Filadèlfia, Pèrgam i Laodicea. Fins i tot altres no cristians van començar a adonar-se de la nova religió. L'any 112 el governador romà a Bitínia escriu a l'emperador romà Trajà que tantes persones diferents s'apropen al cristianisme, deixant els temples buits.

#### Anatòlia abans del segle IV: la pau i els gots

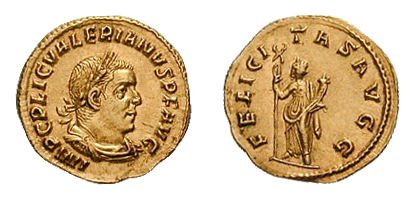
Aureus de l'emperador Valerià.

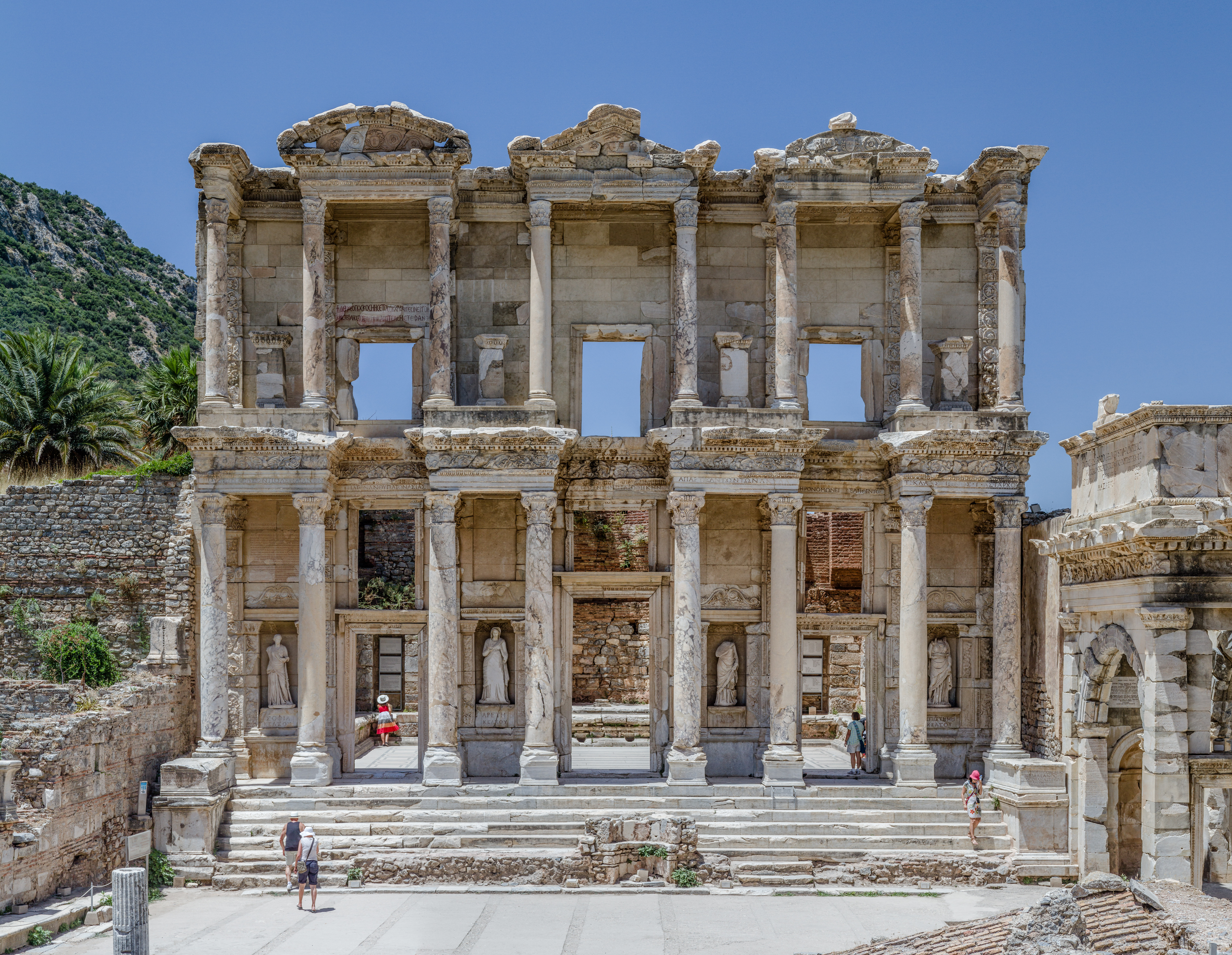
L'apòstol Pau vivia a Efes, Turquia. Efes va ser una de les set ciutats abordades al Llibre de l'Apocalipsi.

Des del govern d'August fins al de Constantí I, Anatòlia va gaudir d'una pau relativa que li va permetre créixer com a regió. L'emperador August va eliminar tots els deutes que tenien amb l'Imperi Romà les províncies i protectorats d'allà, fent possible el progrés avançat. Es van construir carreteres per connectar les ciutats més grans per tal de millorar el comerç i el transport, i l'abundància d'alts rendiments en activitats agrícoles va fer més diners per a tots els implicats. Es va fomentar l'assentament i els governadors locals no van imposar una càrrega pesada a la gent pel que fa als impostos. La riquesa obtinguda amb la pau i la prosperitat va evitar una gran tragèdia, ja que poderosos terratrèmols van arrasar la regió i es va donar ajuda del govern romà i d'altres partits. A través de tot això es van produir alguns dels homes científics més respectats d'aquell període: el filòsof Dió de Bitínia, la ment mèdica de Galè de Pèrgam i els historiadors Memnó d'Heraclea i Cassi Dió de Nicea.
A mitjans del segle III, tot allò que havia estat construït per la pau era amenaçat per un nou enemic, els gots. Com que els romans van defensar amb èxit les incursions a Europa central a través de Macedònia, Itàlia i Germania, els gots van trobar que Anatòlia era irresistible a causa de la seva riquesa i el deteriorament de les defenses. Utilitzant una flota capturada de vaixells del Bòsfor i vaixells de fons pla per travessar el Mar Negre, van navegar el 256 al voltant de les costes orientals, desembarcant a la ciutat costanera de Trebisonda. El que va seguir va ser una gran vergonya per a Pontus: la riquesa de la ciutat va ser fugida, un nombre més gran de vaixells van ser confiscats i van entrar a l'interior sense gaire que els fes tornar enrere. Una segona invasió d'Anatòlia a través de Bitínia va portar encara més terror a l'interior i destrucció sense cap mena de dubte. Els gots van entrar a Calcedònia i la van utilitzar com a base per ampliar les seves operacions, saquejant Nicomèdia, Prusa, Apamea, Cius, i Niça al seu torn. Només el canvi del temps durant una temporada de tardor els va impedir fer més mal als fora de la província. Els gots van aconseguir un tercer atac no només a la costa de l'Anatòlia occidental, sinó també a Grècia i Itàlia. Tot i que els romans sota el seu emperador Valerià finalment els van apartar, això no va impedir que els gots destruïssin per primera vegada el temple de Diana a Efes i la mateixa ciutat l'any 263.

## Anatòlia romana d'Orient

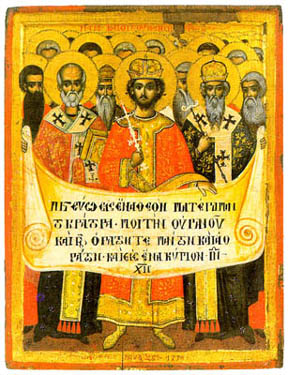
Una icona que representa Constantí com a sant i altres a Nicea l'any 325, així com el Credo de Nicea.

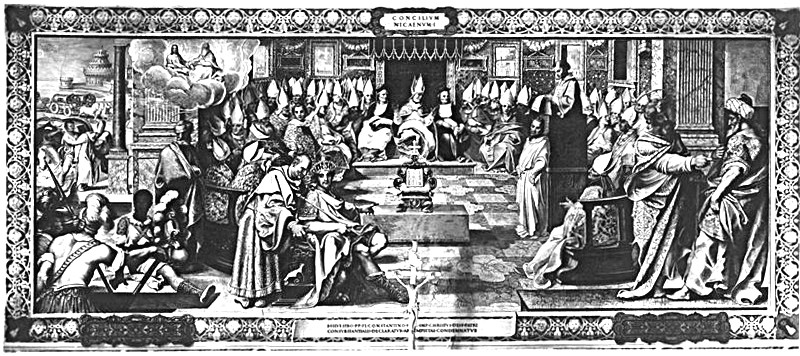
Fresc que representa el Primer Concili de Nicea.

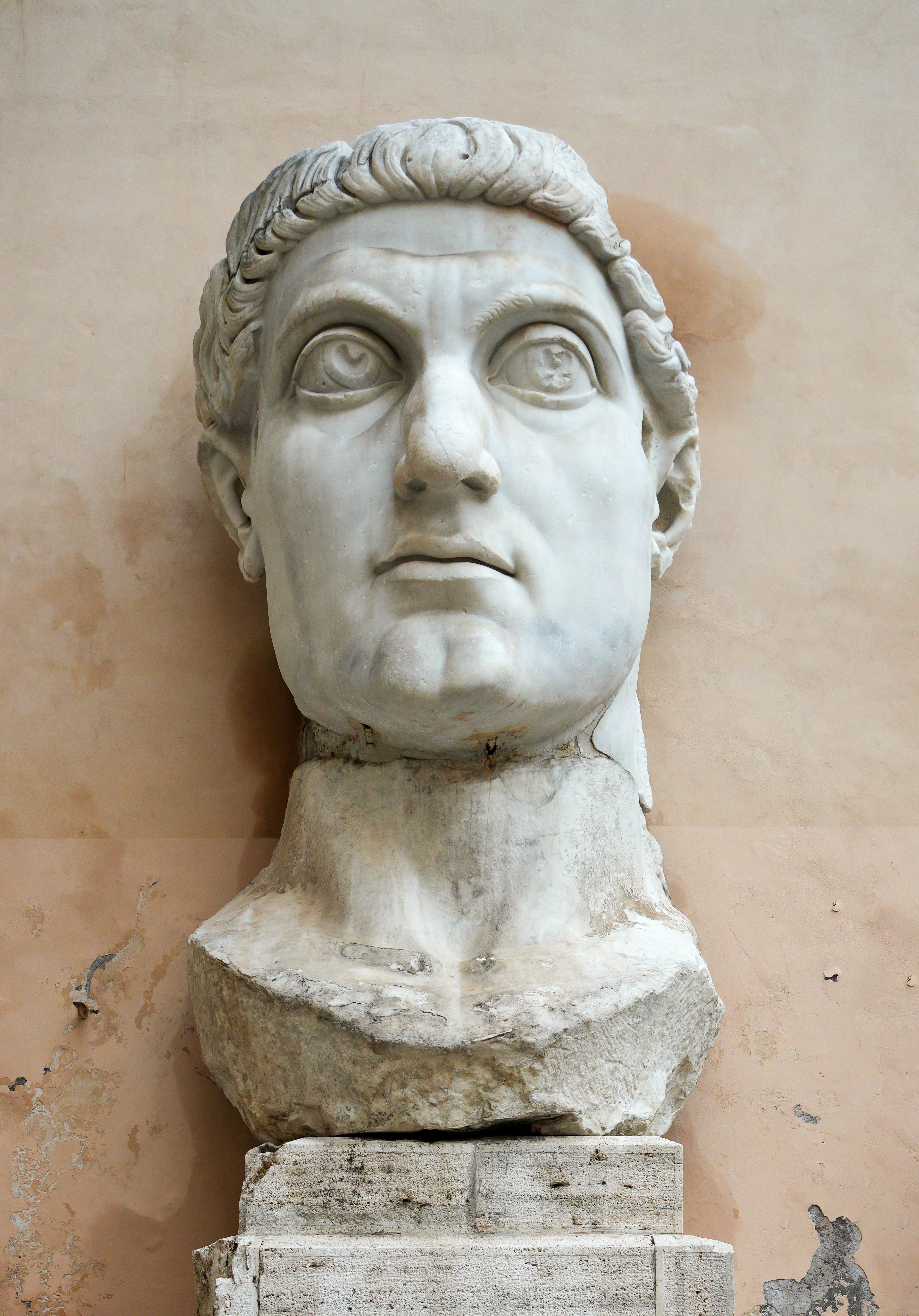
Constantí el Gran va ser el primer emperador romà que es va convertir al cristianisme

La constant inestabilitat del conjunt de l'Imperi Romà va fer que cada cop fos més difícil de controlar. Després de l'ascens de l'emperador Constantí l'any 330, va prendre una decisió valenta allunyant-se de Roma i a una nova capital. Situat a l'antiga ciutat de Bizanci, ara coneguda com a Constantinoble en honor de l'emperador, va ser reforçat i millorat per tal d'assegurar una defensa més que adequada de tota la regió. El que va afegir al prestigi de la ciutat va ser el favor de Constantí al cristianisme. Va permetre que els bisbes i altres figures religioses ajudessin al govern de l'imperi, i va intervenir personalment en el Primer Concili de Nicea per demostrar la seva sinceritat.
Els següents quaranta anys després de la mort de Constantí el 337 van veure una lluita pel poder entre els seus descendents pel control de l'imperi. Els seus tres fills, Constantí, Constant i Constanci no van poder conviure pacíficament sota un govern conjunt, i finalment van recórrer a mitjans violents per acabar amb l'arranjament. Poc temps després de prendre el poder, va començar una purga de la majoria de les seves relacions i va fluir la sang de la descendència de Constantí. Finalment, Constans va venir després i va matar Constantí II prop d'Aquileia, però aviat va ser remogut i ell mateix va ser assassinat pel seu propi exèrcit. Això va deixar Constantí II com l'únic emperador d'Orient, però fins i tot això no duraria. Tot i donar suport al seu cosí Julià com a comandant dels exèrcits a Gàl·lia, els esdeveniments aviat van obligar Julià a ignorar les ordres de Constantí de moure's cap a l'est amb els seus exèrcits i dirigir-se directament a Constantinoble per reclamar la porpra imperial. La mort de Constantí II a Tars va donar lloc a una transferència de poder sense sang l'any 361. Julià no va sobreviure sinó un escàs any i mig gràcies a una llança persa, però durant aquest temps va intentar revertir el progrés que havia fet el cristianisme després de la fundació de l'imperi. Fins i tot al seu llit de mort se suposava que havia dit "Has vençut, galileu.", una referència al cristianisme que el supera.
L'amenaça d'una invasió bàrbara i els seus efectes sobre l'Imperi Romà a l'oest es van traslladar a l'est. Després d'un breu govern de l'emperador Jovià i un govern conjunt d'ambdós imperis per Valentinià II a l'oest i Valent a l'est, el jove emperador Gracià va prendre la que havia de ser una decisió molt afortunada. Va escollir el general favorit Teodosi I per governar amb el seu com a coemperador, atorgant-li autoritat sobre tots els dominis de l'Imperi Romà d'Orient l'any 379. Aquesta va resultar ser una decisió sàvia pel que fa a la supervivència dels seus dominis recentment obtinguts, ja que immediatament es va dedicar a sanar les fractures religioses que havien sorgit durant la inseguretat dels anys passats. La pràctica de l'arrianisme i els ritus pagans van ser abolides, i els estàndards establerts per Constantí a Nicea van ser restaurats per llei. L'any 395, l'any en què l'Imperi Romà es va dividir oficialment per la meitat i va morir l'encertadament anomenat Teodosi el Gran, l'est era tan fort que ara es podia considerar igual.

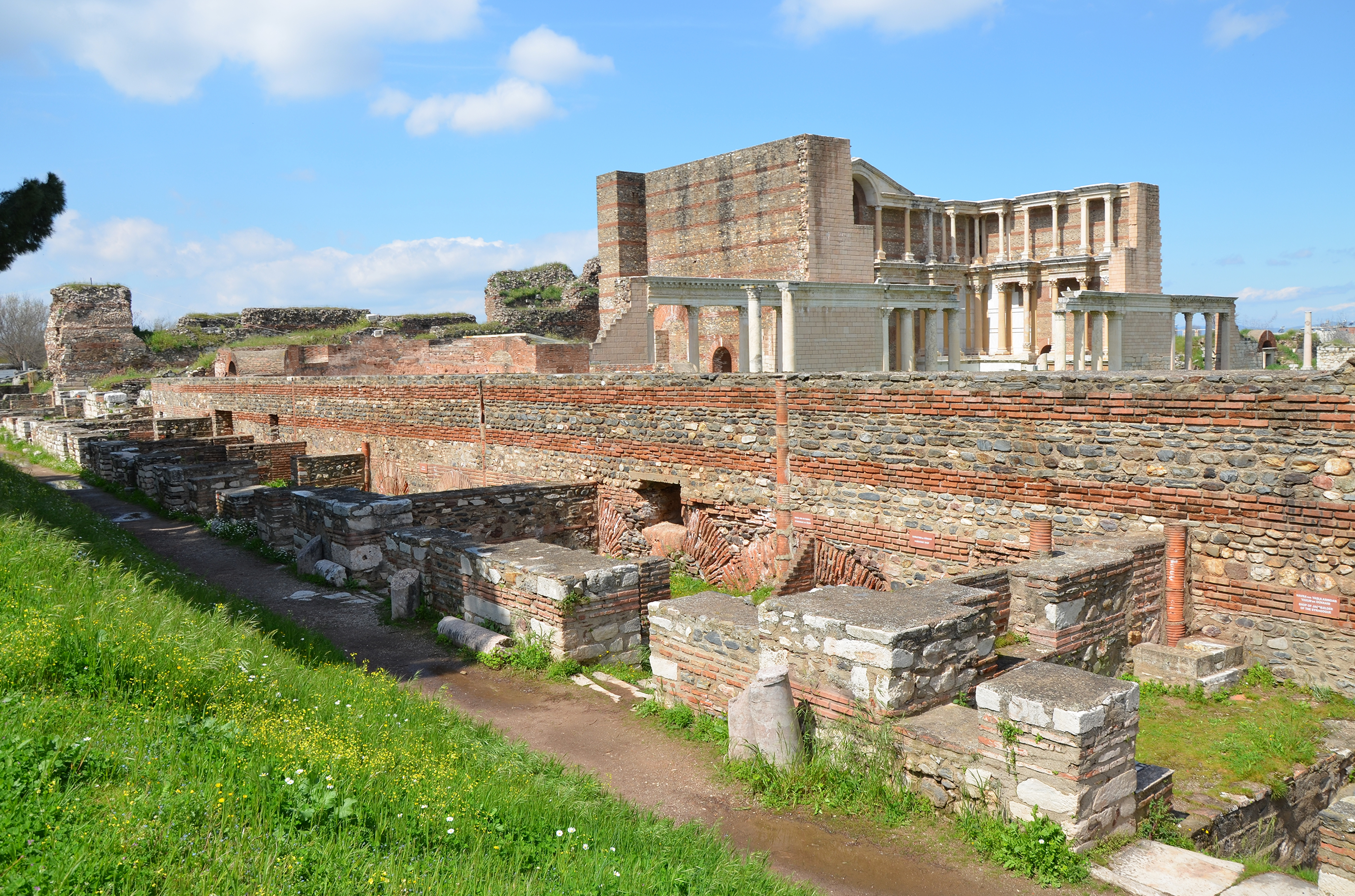
Restes de les botigues gregues romanes d'Orient i del complex de banys-gimnàs de Sardes

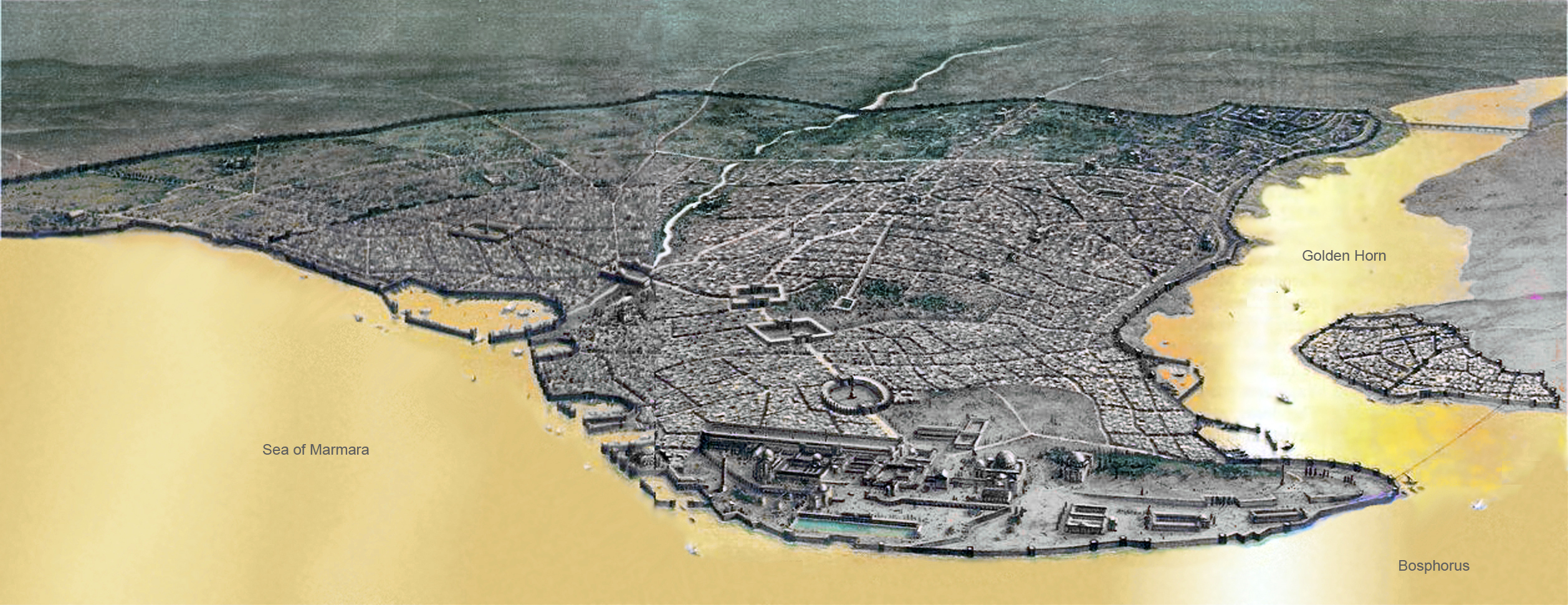
Constantinoble a l'època romana d'Orient

Com a símbol i expressió del prestigi universal del Patriarcat de Constantinoble, Justinià I va construir l'Església de la Santa Saviesa de Déu, Santa Sofia, que es va completar en el curt període de quatre anys i mig (532–537).

L'Imperi Romà d'Orient va ser la continuació predominantment de parla grega de l'Imperi Romà durant l'Antiguitat tardana i l'edat mitjana. La seva capital era Constantinoble (actual Istanbul), originalment coneguda com a Bizanci. Inicialment, la meitat oriental de l'Imperi Romà (sovint anomenat Imperi Romà d'Orient en aquest context), va sobreviure a la fragmentació del segle V i la caiguda de l'Imperi Romà d'Occident i va continuar existint durant mil anys més fins que va caure en mans dels turcs otomans el 1453.

### Intervenció persa
Els perses sassànides, després d'haver lluitat segles de guerres contra els romans d'Orient i en el seu moment àlgid assetjat Constantinoble juntament amb els àvars, van obrir el camí perquè una nova amenaça entrés en escena; els àrabs.

### Conquestes i amenaces àrabs
Els atacs àrabs a tot l'imperi van reduir significativament el territori que una vegada era sota Justinià.

## Els seljúcides i els beyliks d'Anatòlia

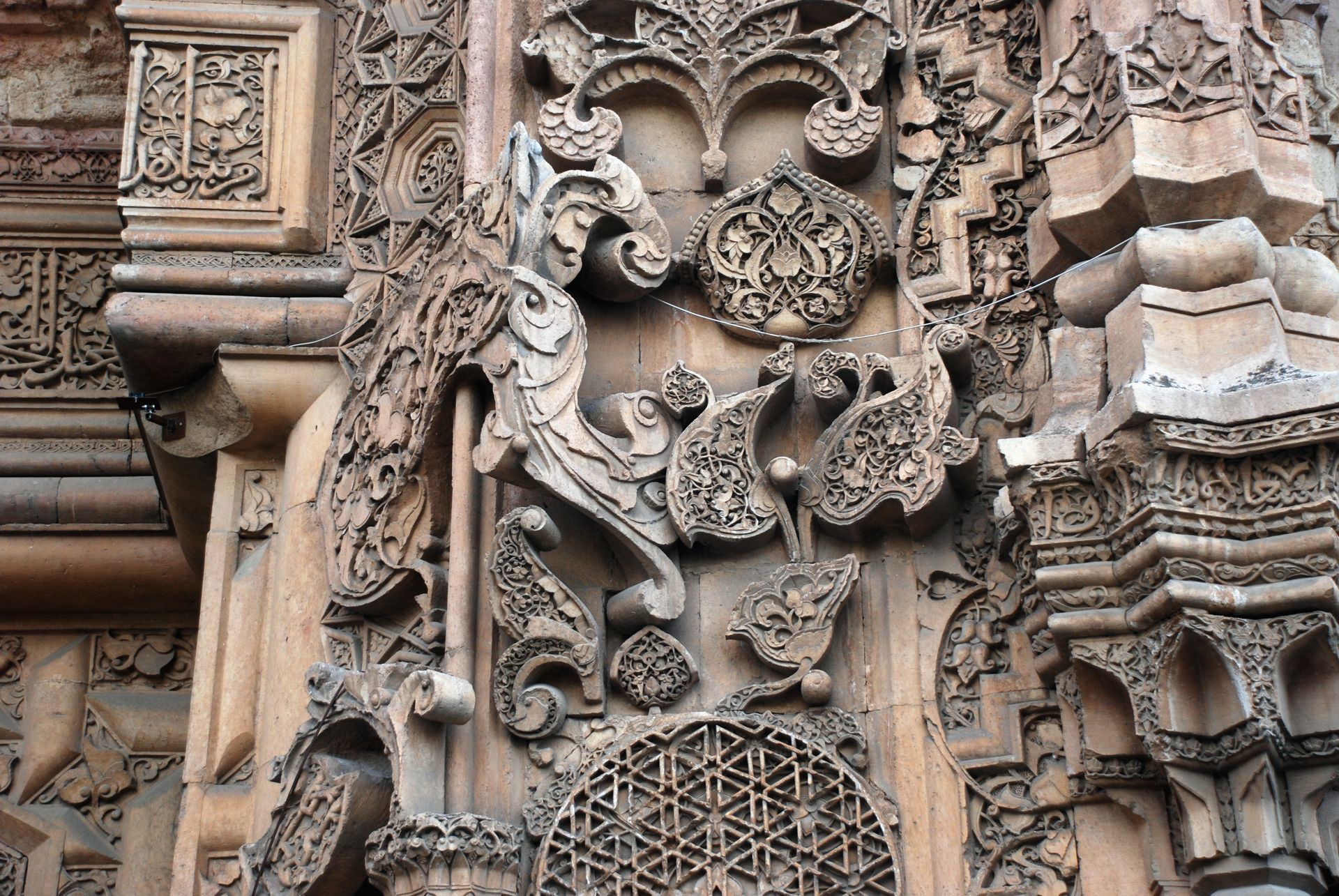
Gran mesquita i hospital de Divriği a Turquia construït entre 1228 i 1229 per la dinastia local dels mengujekids

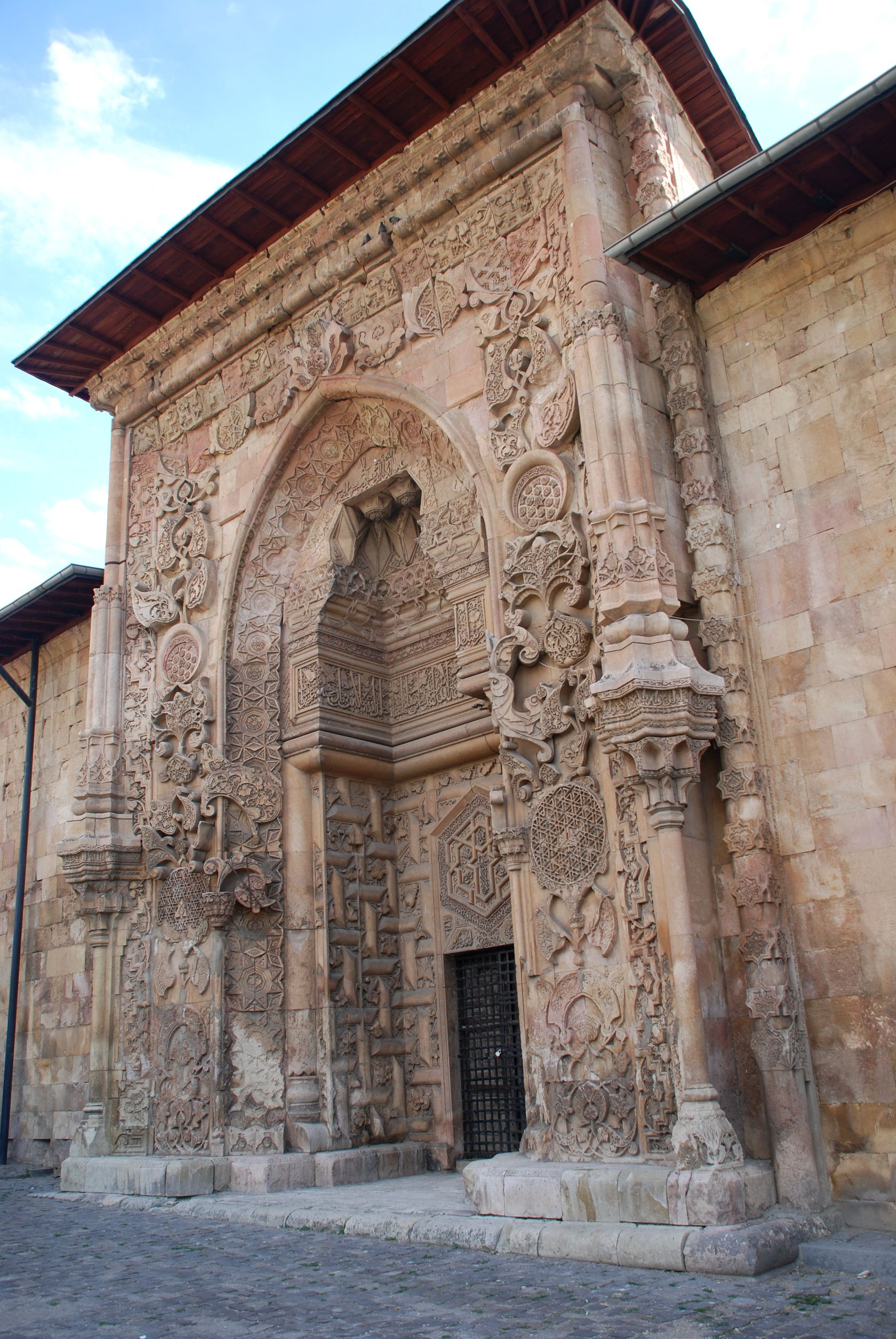
La Gran Mesquita i Hospital de Divriği és Patrimoni de la Humanitat de la UNESCO

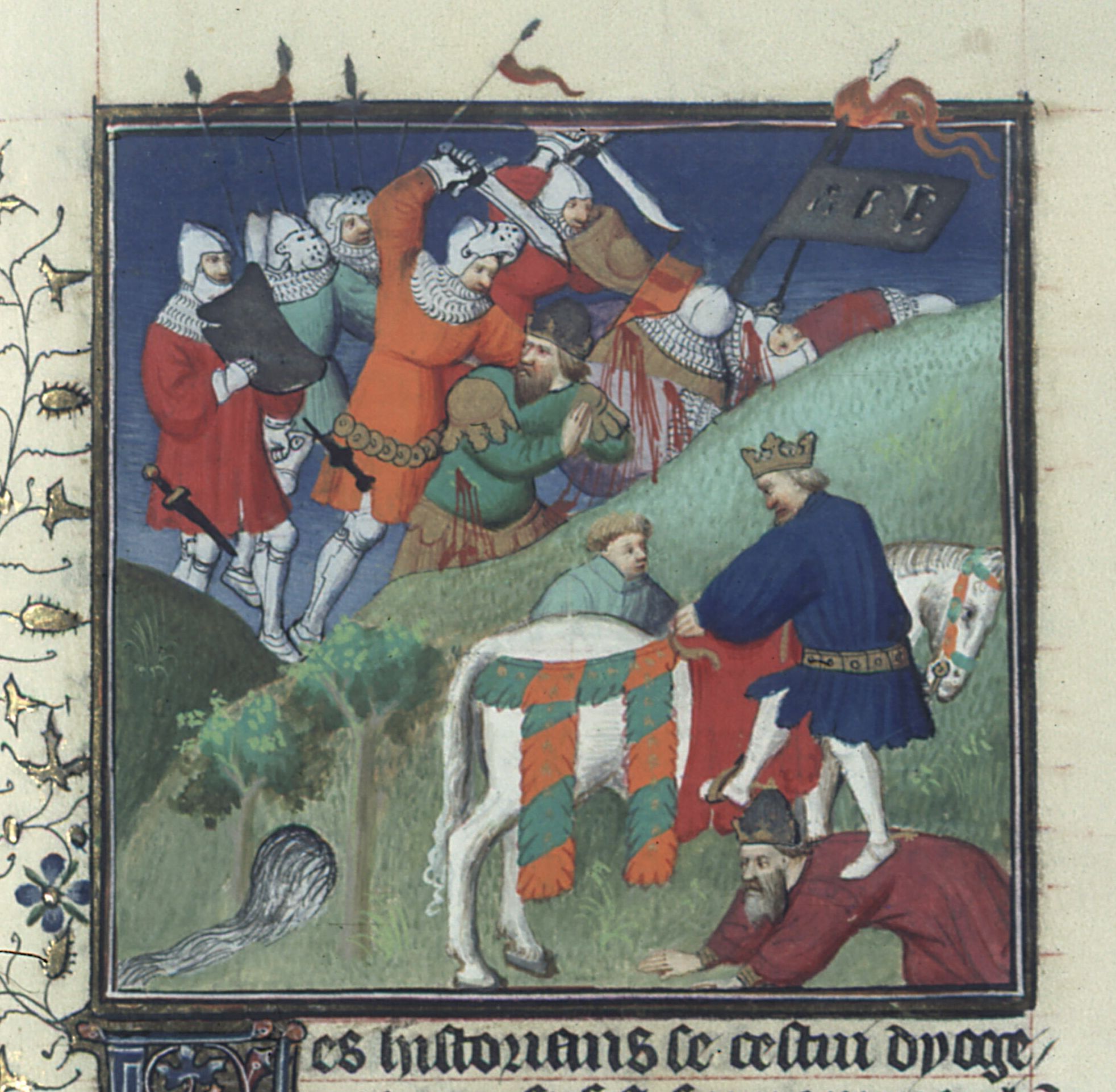
Batalla de Manzikert

La població d'Anatòlia i Balcans inclosa Grècia es va estimar en 10,7 milions l'any 600 dC, mentre que Àsia Menor probablement era d'uns 8 milions durant la primera part de l'edat mitjana (950 a 1348 CE). La població estimada de l'Àsia Menor cap a l'any 1204 dC era de 6 milions, inclosos 3 milions al territori seljúcida. La migració dels turcs al país de la Turquia moderna es va produir durant la migració turca principal a la major part de l'Àsia Central i a l'Europa i l'Orient Mitjà que va ser entre els segles VI i XI. Principalment, els turcs que vivien a l'Imperi Seljúcida van arribar a Turquia durant el segle XI. Els seljúcides van procedir a conquerir gradualment la part d'Anatolia de l'Imperi Romà d'Orient.
La Casa de Seljúcida va ser una branca dels Kınık turcs oguz que van residir a la perifèria del món musulmà, al nord del Caspi i Mar d'Aral al Yabghu Kaganat de la confederació Oğuz al segle X. Al segle XI, el poble turc que vivia a l'Imperi Seljúcida va començar a migrar des de les seves terres ancestrals cap a l'est d'Anatòlia, que finalment es va convertir en una nova pàtria de les tribus turques Oğuz després de la batalla de Manzikert el 26 d'agost de 1071.
La victòria dels seljúcides va donar lloc al sultanat seljúcida de Rum, una branca separada més gran de l'Imperi seljúcida i a alguns principats turcs (beyliks), majoritàriament situats cap a l'est que eren vassalls o en guerra amb el sultanat seljúcida de Rum.

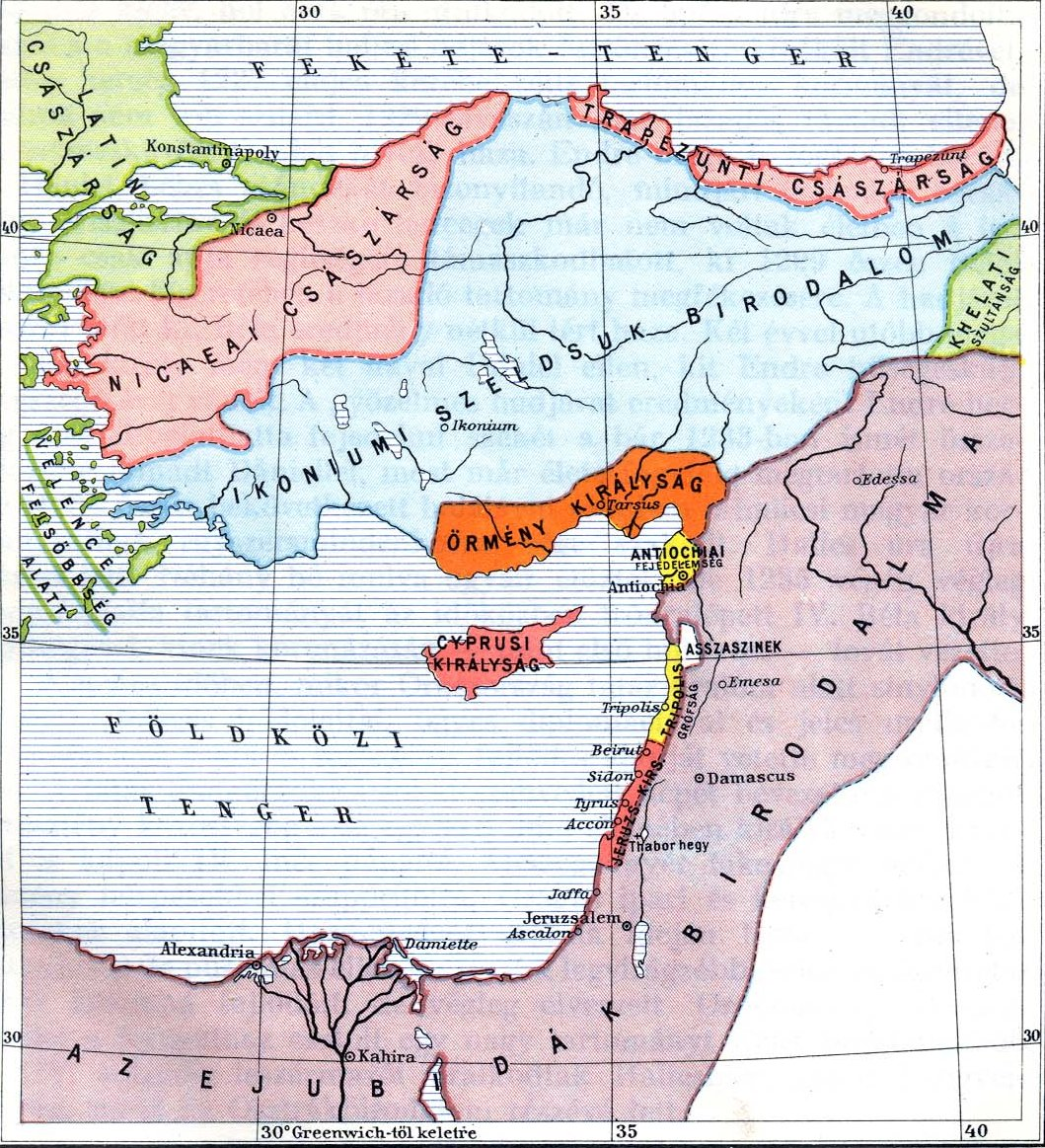
Mapa d'Anatòlia i el Llevant el 1218

### Les croades i els seus efectes
Les quatre croades que van implicar els romans d'Orient van afeblir severament el seu poder i van provocar una desunió que mai no es restauraria amb èxit.

### Invasió mongol i conseqüències

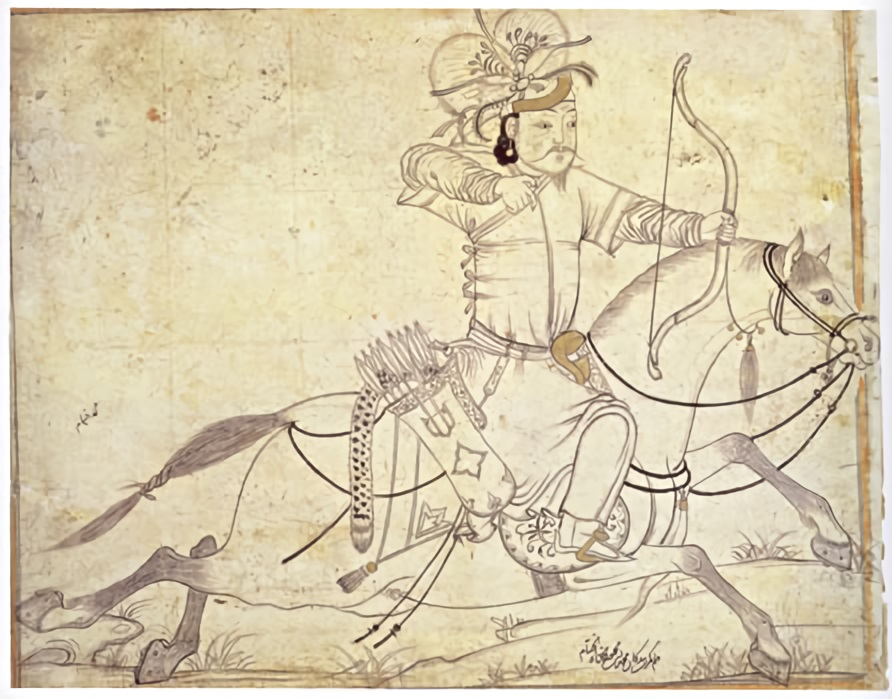
Un arquer a cavall ilkanida al segle XIII

El 26 de juny de 1243, els exèrcits seljúcides van ser derrotats pels Mongols a la batalla de Köse Dağ, i el sultanat seljúcida de Rûm es va convertir en vassall dels mongols. Això va fer que els seljúcides perdessin el seu poder. Hulegu Khan, net de Genghis Khan va fundar l'Il-kanat a la part sud-oest de l'Imperi mongol. L'Ilkhanate va governar Anatòlia a través de governadors militars mongols. L'últim soldà seljúcida Mesud II, va morir l'any 1308. La invasió mongola de Transoxiana, Iran, Azerbaidjan i Anatòlia va fer que els turcomens es traslladessin a Anatòlia occidental. Els turcomens van fundar alguns principats d'Anatòlia (beyliks) sota el domini mongol a Turquia. Els beyliks més poderosos eren els karamànides i els germiyànides a la zona central. Al llarg de la costa de l'Egeu, de nord a sud, s'estenia els principats karàsides, saruhànides, aidínides, Mendeixia i Teke. Els Jandàrids (més tard anomenats Isfendiyarids) controlaven la regió del Mar Negre al voltant de Kastamonu i Sinop. El beylik de la dinastia otomana estava situat al nord-oest d'Anatòlia, al voltant de Söğüt, i era un estat petit i insignificant en aquella època. El beylik otomà, però, evolucionaria cap a l'Imperi Otomà durant els propers 200 anys, expandint-se pels Balcans, Anatòlia.

### Estats successors rupturistes i la caiguda
Els nous estats dels turcs que s'havien format gradualment van estrènyer tant l'imperi que només era qüestió de temps com Constantinoble fos presa el 1453.